# Architetture civili di Chieti
La pagina contiene le architetture civili di Chieti, suddivise nel gruppo degli edifici storici del centro alto, e in quelli sparsi per le contrade, e nel centro nuovo di Chieti Scalo.

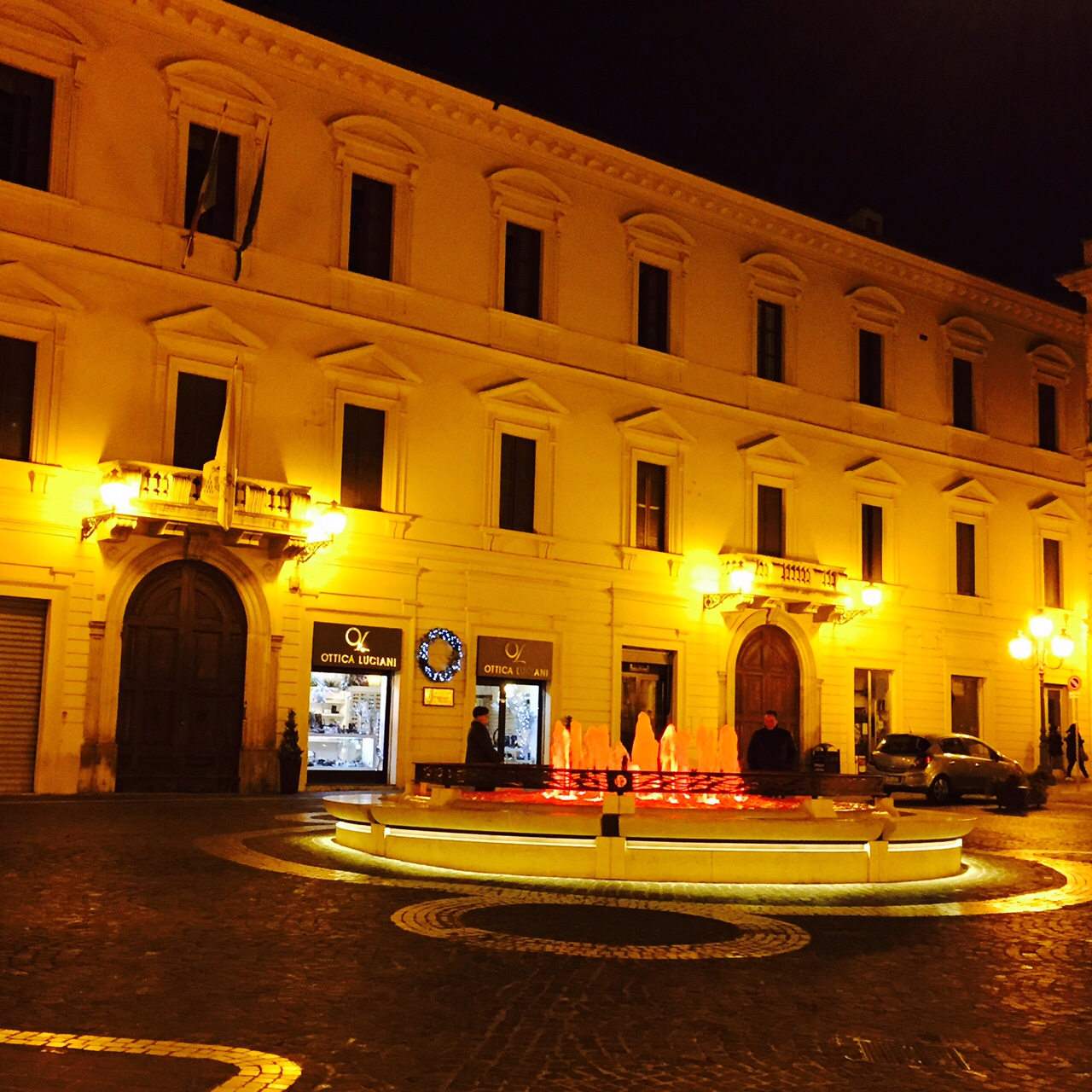
Palazzo Arcivescovile in notturna

## Palazzi del centro storico
- Palazzo d'Achille: si trova in Piazza San Giustino, sul lato orientale, accanto all'abside della Cattedrale, all'imbocco di via Chiarini (ex via del Popolo). Risale a un'antica struttura usata dai signori Valignani di Chieti sin dal XVI secolo, profondamente modificata nei secoli successivi, sino a diventare sede municipale col plebiscito del 1860. L'aspetto attuale non permette di comprendere come fosse la struttura seicentesca, poiché la facciata è una sintesi delle linee sobrie neoclassiche e del neorinascimento per mezzo del bugnato presente sulla zoccolatura e sul pianterreno della facciata. Si apre un grande portale centrale a tutto sesto con cornice bugnata, affiancato da due finestre dello stesso stile, ma in scala ridotta.

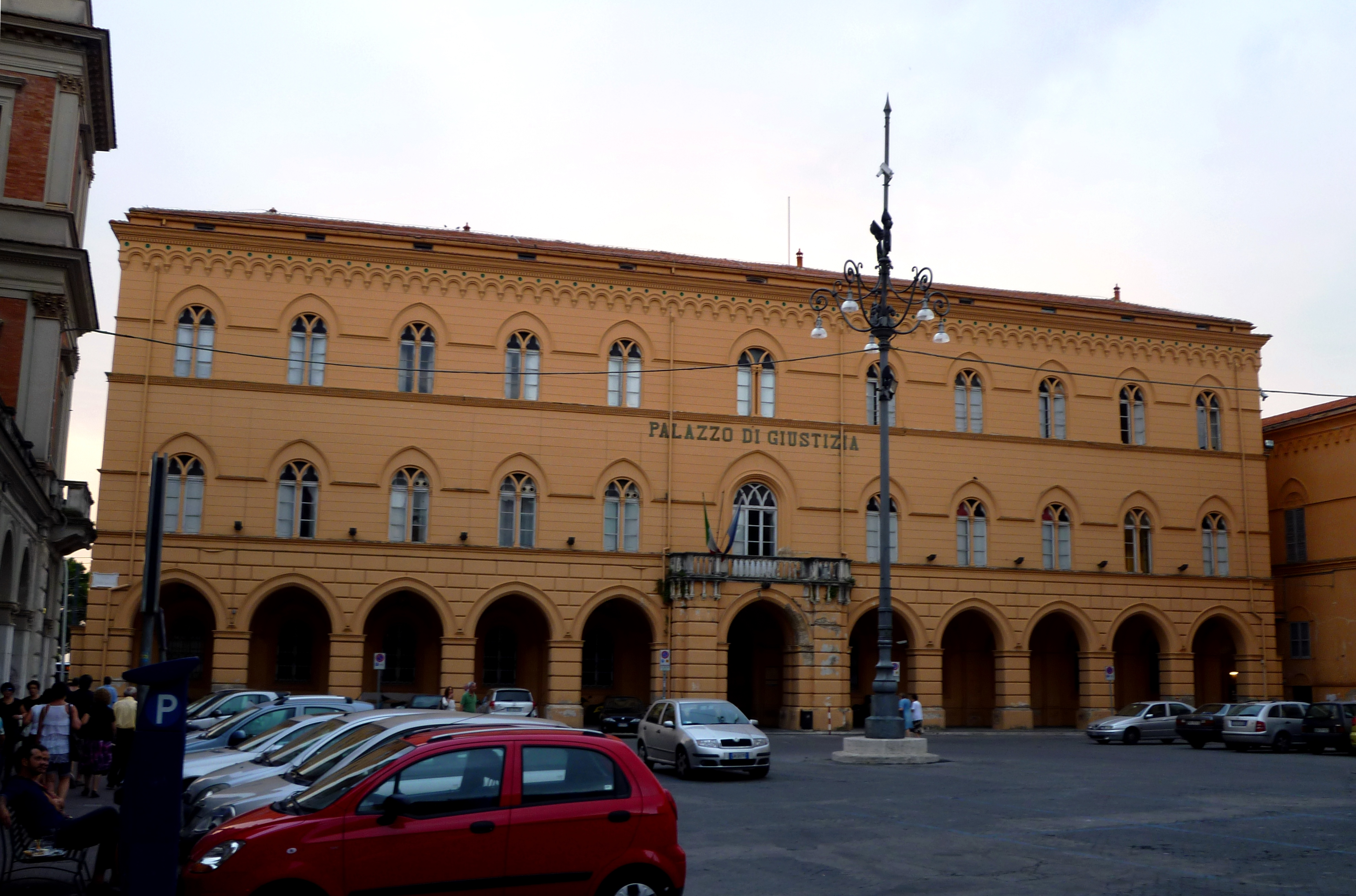
Palazzo del Tribunale

Una lunga balconata su balaustra corre al termine di questo piano, sovrastata da tre grandi finestre rettangolari con cornice semplice, sormontate da mensoloni, e ciascuna di esse inquadrata da due paraste in laterizio a capitello ionico. Sopra i mensoloni delle tre finestre si trova un altro cornicione marcapiano su mensole, sovrastato da tre finestre dello stesso stile, e con lo stesso motivo delle coppie di paraste. Lo stesso motivo ricorre sul lato di via Chiarini che si affaccia sul corso Marrucino, mentre lo stile cambia completamente nella facciata prospiciente il corso, assai semplice, con fascia di bugnato al pianterreno. Il palazzo è sede del Municipio, anche se è temporaneamente trasferita nel Palazzo della Banca d'Italia per inagibilità dopo il terremoto del 2009. Nel 2013 sono partiti i lavori di restauro, conclusi nel 2018.
- Palazzo di Giustizia e dei Tribunali: si tratta di una ricostruzione dei primi anni '20 del Novecento, eretta sopra altre abitazioni che furono la residenza del Giustiziere Regio e del Governatore di Chieti sino al XIX secolo per conto dei Borbone, affacciata sul lato ovest di Piazza San Giustino, di un palazzetto più piccolo, dove si tenevano le Regie Udienze. Danneggiato in parte nel 1943, e poi dal terremoto del 2009, nel 2017 è stato riaperto alla presenza dell'ex Ministro della Giustizia Andrea Orlando. Vi si tenne nel 1926 il processo contro gli assassini del deputato socialista Giacomo Matteotti, e Chieti fu scelta come tranquilla cittadina di provincia da Vittorio Emanuele III. Il palazzo rispecchia i canoni dello stile neogotico sobrio, a pianta rettangolare, con facciata decorata alla base da porticato loggiato ad archi leggermente a sesto acuto, e ordine di tre livelli, scanditi sia da cornici marcapiano che da semplici paraste, con in ogni settore una monofora a tutto sesto. La cornice della sommità del palazzo ad archetti pensili, ripropone il modello rinascimentale del teramano, con piccoli cammei policromi posti al centro di ciascun archetto. Vi hanno sede gli Uffici del Tribunale, della Corte d'Assise, la Pretura e la Conciliazione.

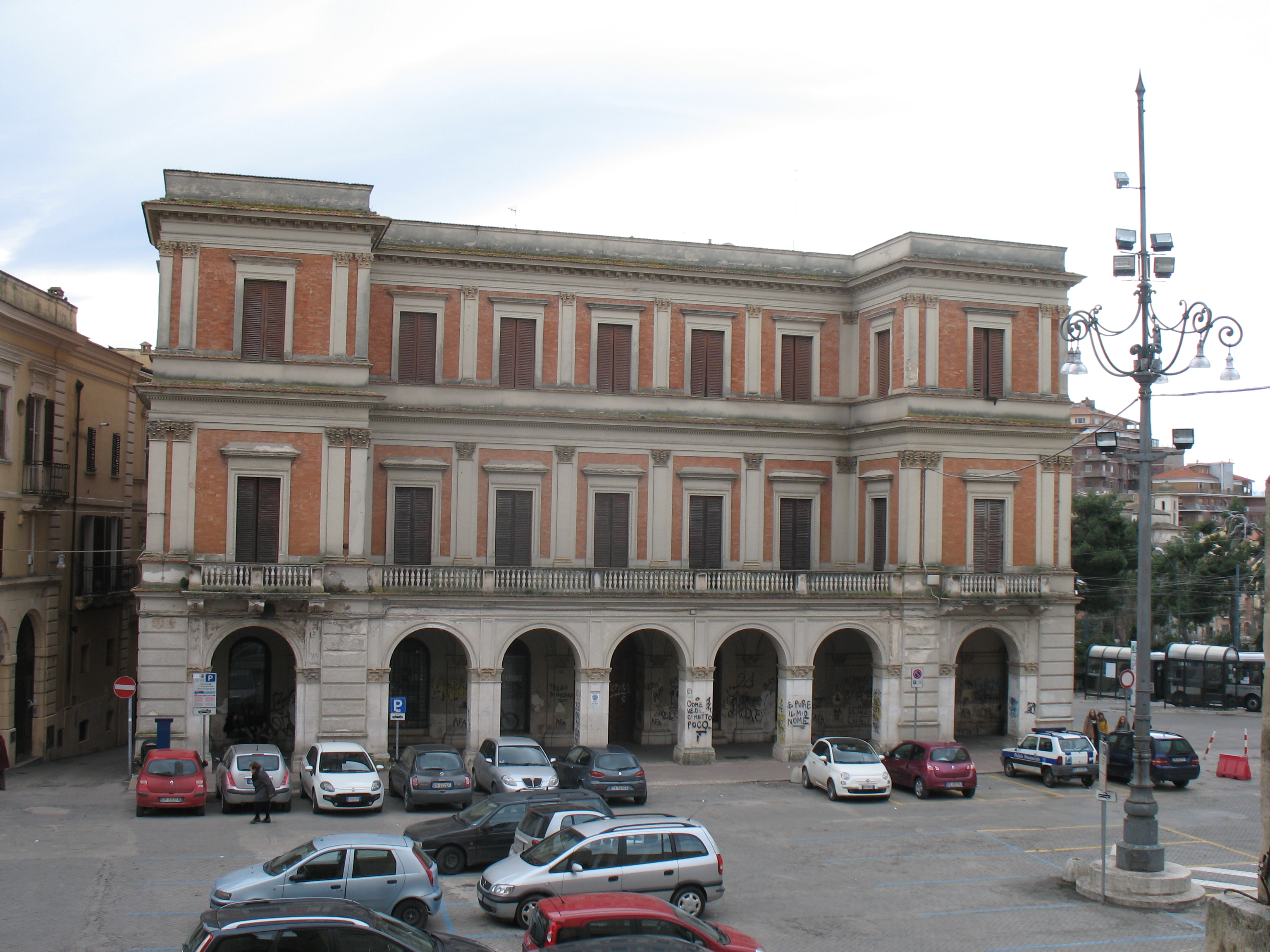
Palazzo Mezzanotte

- Palazzo Mezzanotte: da non confondere con il palazzo in Largo Sant'Agata, si affaccia su Piazza San Giustino, ed è stato realizzato in stile neorinascimentale nei primi anni del Novecento, abbattendo i tre archi di Porta Zunica, uno degli ingressi murati alla città. Il palazzo ha pianta quadrangolare con quattro avancorpi laterali a forma di torrioni. Divenne famoso perché dopo l'armistizio dell'8 settembre 1943, ospitò il maresciallo Pietro Badoglio, e immediatamente dopo il comando tedesco quando Chieti venne occupata militarmente. Sorge sull'area di Porta Zunica, o dei Tre Archi, che componeva la cerchia muraria. Il palazzo ha facciata scandita da un rigoroso ordine geometrico, con un porticato ad archetti, dei quali quelli delle due torri angolari sono inquadrati da fasce in bugnato liscio. Gli avancorpi centrali del lato piazza e di Largo Cavallerizza sono retrocessi rispetto alle due torri angolari, e sono tagliati orizzontalmente da cornicione marcapiano con trabeazione che corre lungo tutto il perimetro, anche delle torri. Un'ulteriore cornice con balconata si trova tra il pianterreno e il primo piano del lato piazza. L'ordine delle aperture è molto semplice, con semplice cornice, e ciascuna è inquadrata da una parasta a capitello corinzio. L'interno del palazzo è preceduto da un chiostro centrale quadrato, e gli appartamenti sono voltati a crociera.

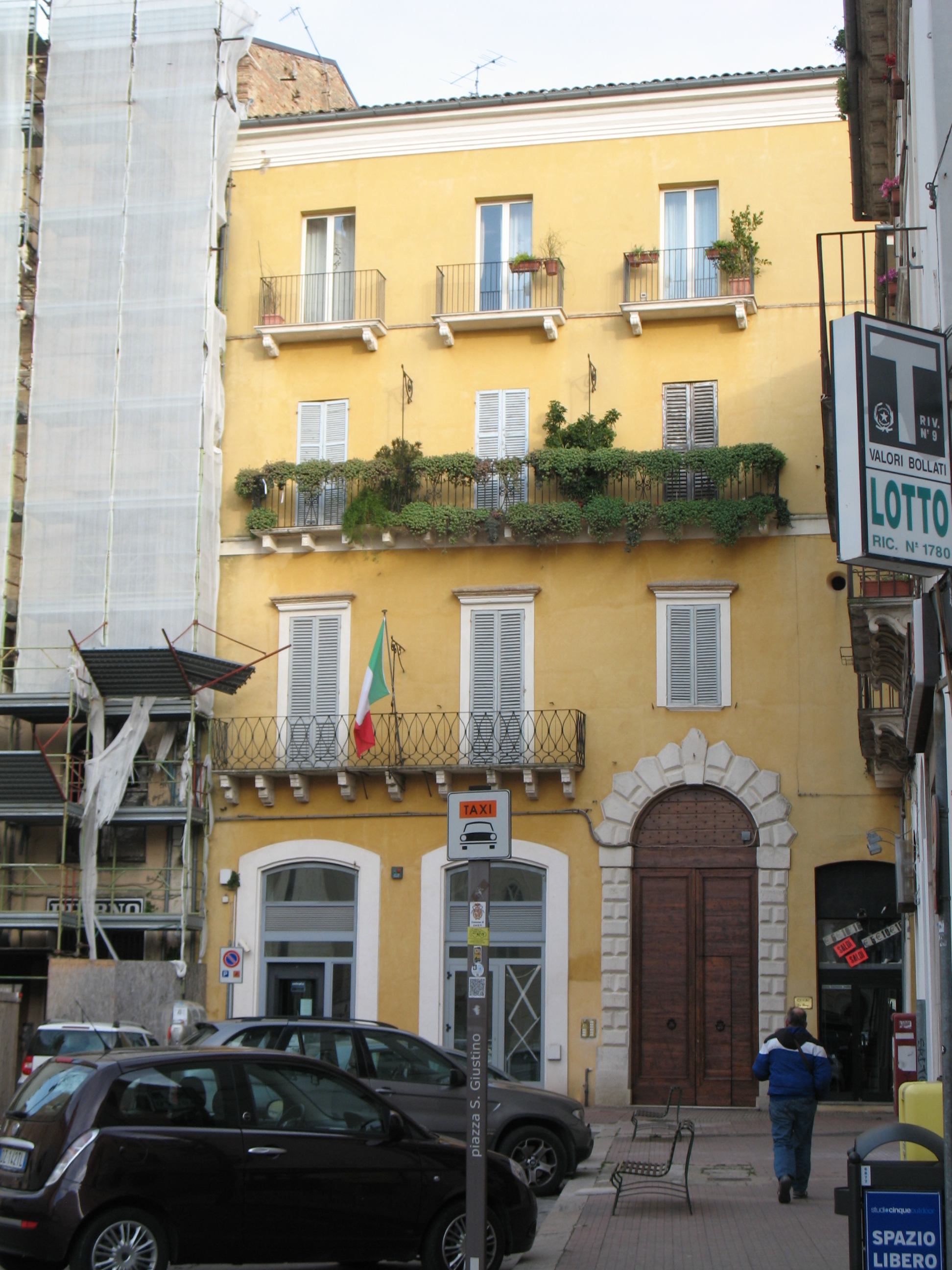
Palazzo Sirolli

- Palazzo Obletter: situato tra Piazza San Giustino e via Arcivescovado, è un'elegante costruzione a blocco quadrangolare leggermente allungato su via Arcivescovado. Si tratta della costruzione di primo Novecento degli Obletter del sud Tirolo, l'interno è dotato di scalone monumentale che porta ai piani superiori, e agli appartamenti riccamente decorati con scene a genere mitologico e stucchi vari. l'esterno è fasciato negli angoli da bugne, così come il bugnato insiste sul pianterreno, che mostra tre archi a tutto sesto sul lato piazza, e due sui lati laterali. Un cornicione divide il settore col primo piano, ornato da tre finestre semplici, il secondo piano ha tre finestre in asse, molto più decorate da cornici con architrave a timpano sormontate da volute e mensole a rilievo, in stile neoclassico.
- Palazzo Sirolli - Casa Spinelli: ultimo edificio di rilievo di Piazza san Giustino, accanto al Palazzo d'Achille. Fu costruito nel XVI secolo, appartenente a Sante Spinelli, padre di Giovanni Battista Spinelli, famoso pittore barocco abruzzese. Dal 1900 al 1902 ospitò la stazione ferroviaria e della filovia. Il nome attuale proviene dalla famiglia Sirolli Pulieri, di cui un ramo si trasferì nel palazzo baronale di Altino, e fece fortuna anche a Chieti. Nell'ordine, i Sirolli abruzzesi furono Armando Sirolli Pulieri (1904-1998), Camillo Sirolli (1926-2009), e con Maria Cristina la famiglia si spostò a Roma. Il palazzo ha stile settecentesco, posto a fianco Palazzo d'Achille, con alla base di pregio un grande portale fasciato in bugne in modo da creare una cornice coronata, mentre delle semplici cornici dividono il lato piazza in tre settori a finestre.

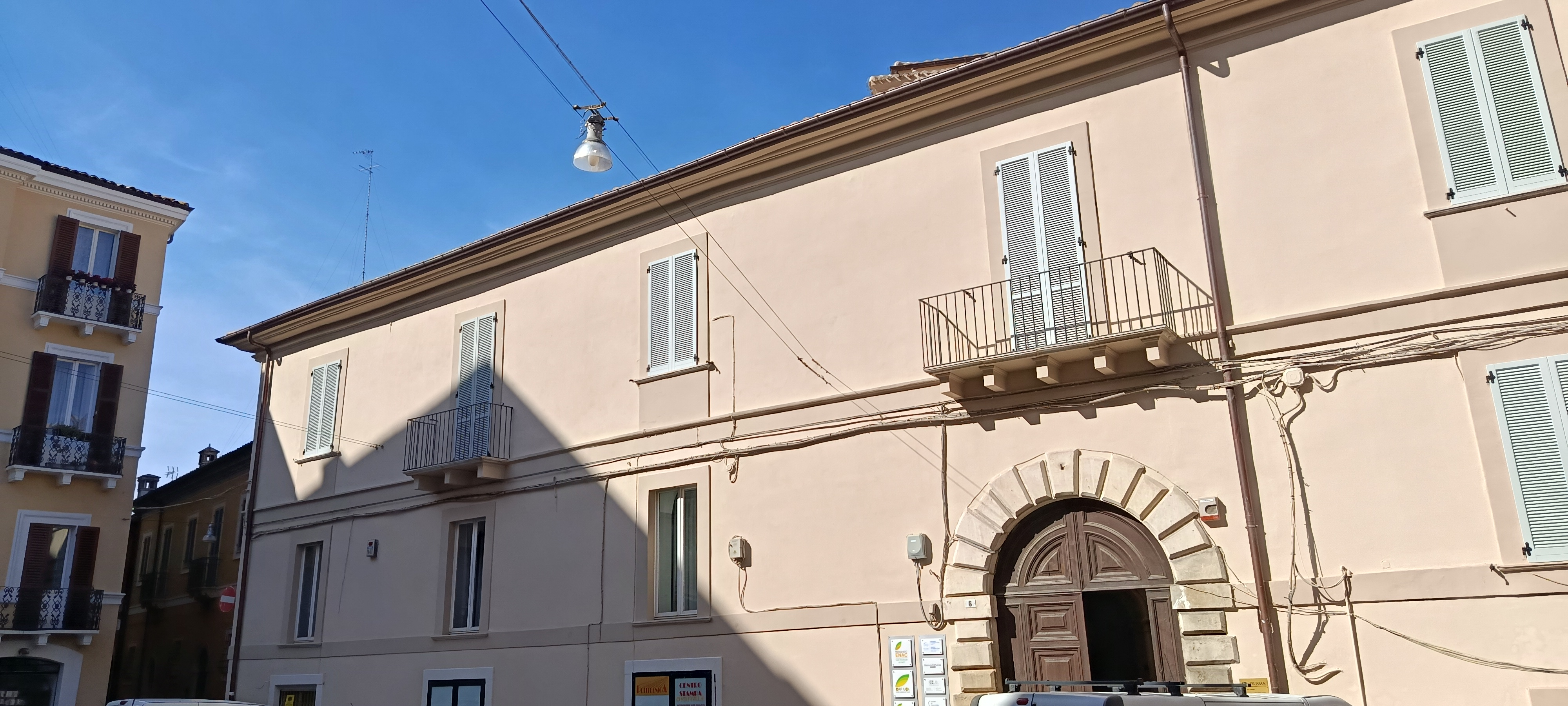
Palazzo Durini

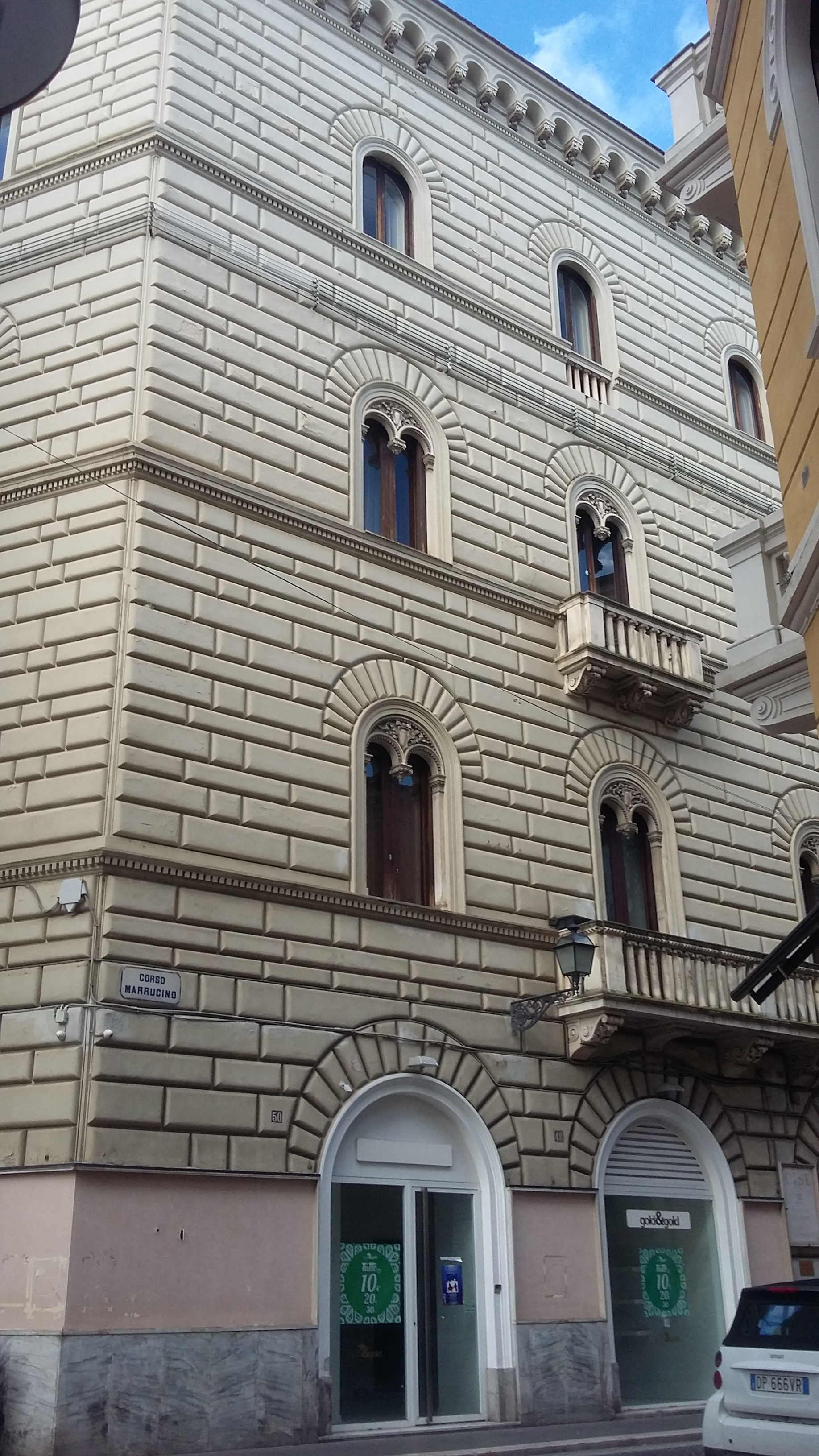
Palazzo Henrici visto da vico Storto Teatro San Ferdinando

- Palazzo Durini: sorge in Largo Barbella, ed appartiene alla famiglia di origini lombarde, venuta in città nei primi del '700, che tra gli uomini ebbe l'illustre Giuseppe Nicola Durini. Negli anni '90 del Novecento nel piazzale furono trovati alcuni reperti di antica domus romana, poiché il palazzo si trova nel rione di San Paolo, il cuore pulsante del foro romano dell'antica Teate dei Marrucini. Il palazzo ha impianto rettangolare con il chiostro interno dell'ingresso, da cui parte uno scalone che porta ai piani superiori. La facciata è semplice, divisa orizzontalmente da cornice, con ordine di finestre  modeste, solo quelle in asse col portale provviste di un balcone. Il portale maggiore è decorato da cornice a bugnato liscio.
- Palazzo Henrici: si trova accanto alla parte retrostante di Palazzo d'Achille, affacciato sul corso Marrucino. Si tratta di una costruzione del primo Novecento, rifatta su una preesistente demolita durante i lavori di adeguamento dell'ex via Ulpia, di cui si conservano alcuni ambienti interni voltati a botte. Ciò che interessa della struttura è l'eclettismo artistico con cui è stato realizzato l'esterno, in stile neogotico semplice, fasciato in bugne lisce, e con ordine di finestre bifore ad arco ogivale. Il palazzo ospita una scuola inglese per studenti collegiali fuori sede.
- Palazzo Tabassi: sorge verso la fine del Corso Marrucino in direzione Piazza Trento e Trieste. Fu fatto edificare nel 1717 dalla famiglia Carosi, edificato sopra Casa Lanuti che su una casa di proprietà dei Crosi, di un tale Francesco Di Berardino, come appare nello strumento notarile del 20 marzo 1717. La casa Lanuti fu acquistata da don Girolamo Carosi, sorgente nel rione Fiera Dentro, ossia il piazzale della chiesa della Trinità, per distinguerlo dalla Fiera Fuori, nell'area della Civitella. Il palazzo era composto di due parti ben distinte fra loro che confinavano sul Corso per tutta la lunghezza della facciata. Il palazzo venne trasformato dalla famiglia Tabassi e trasformato in residenza gentilizia, divenne parte di una serie di edifici di rappresentanza delle storiche famiglie nobili di Chieti, come quelle dei Durini, Henrici de' Mayo, Valignani e Caracciolo. Accanto al palazzo sorgevano delle case appartenenti ai membri del ceto medio borghese, come i Mezzanotte, gli Anelli e gli Obletter; nel 1774 in una delle sale grandi del quarto superiore del palazzo, si ritrovò sulla volta della sala un affresco con uno stemma gentilizio dei Carosi, consistente nello scudo d'azzurro sul quale è impressa una testa di Moro riguardante una Cometa. Il palazzo confina per intero con via Cauta da un lato, dall'altro c'è Palazzo Trinchese con la piccola galleria, edificato sopra il Palazzo Ciavolich. Come i palazzi gentilizi di Chieti, ha grande portone ad arco tutto sesto fasciato in bugnato, da cui si accede al cortile, con scalone monumentale d'ingresso.

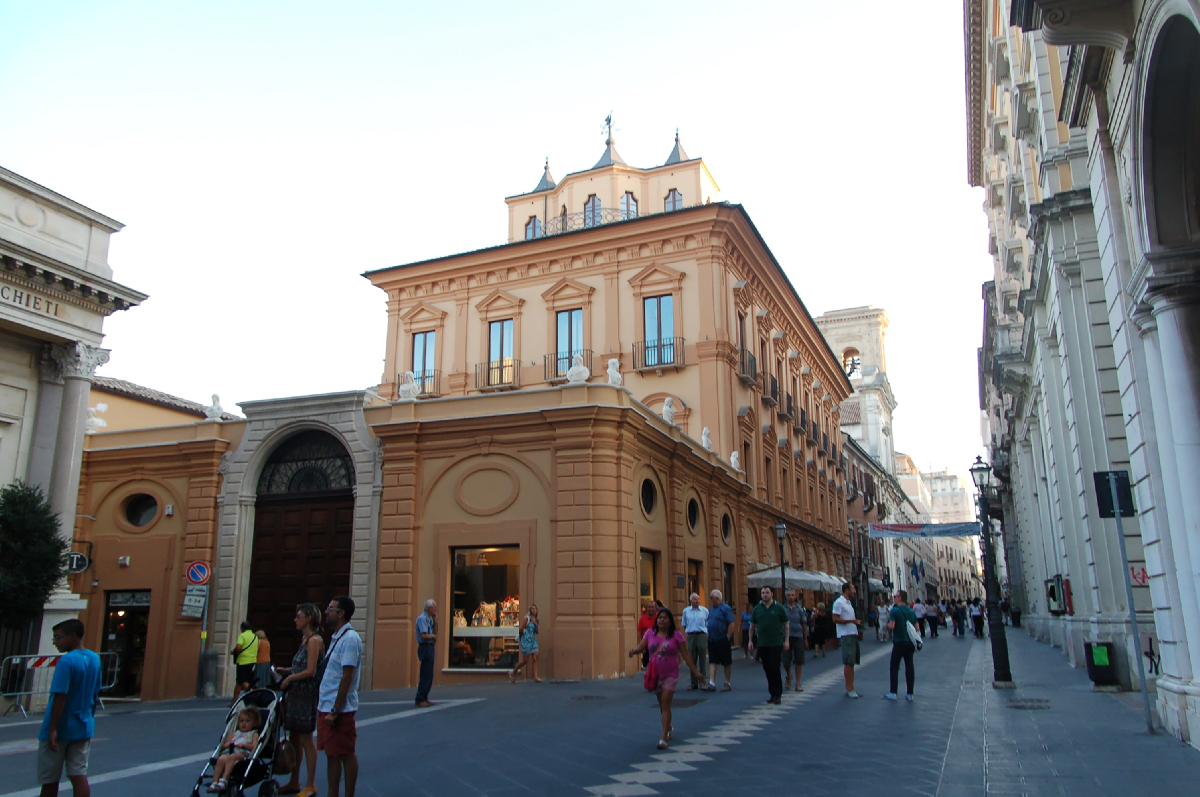
Palazzo de' Mayo

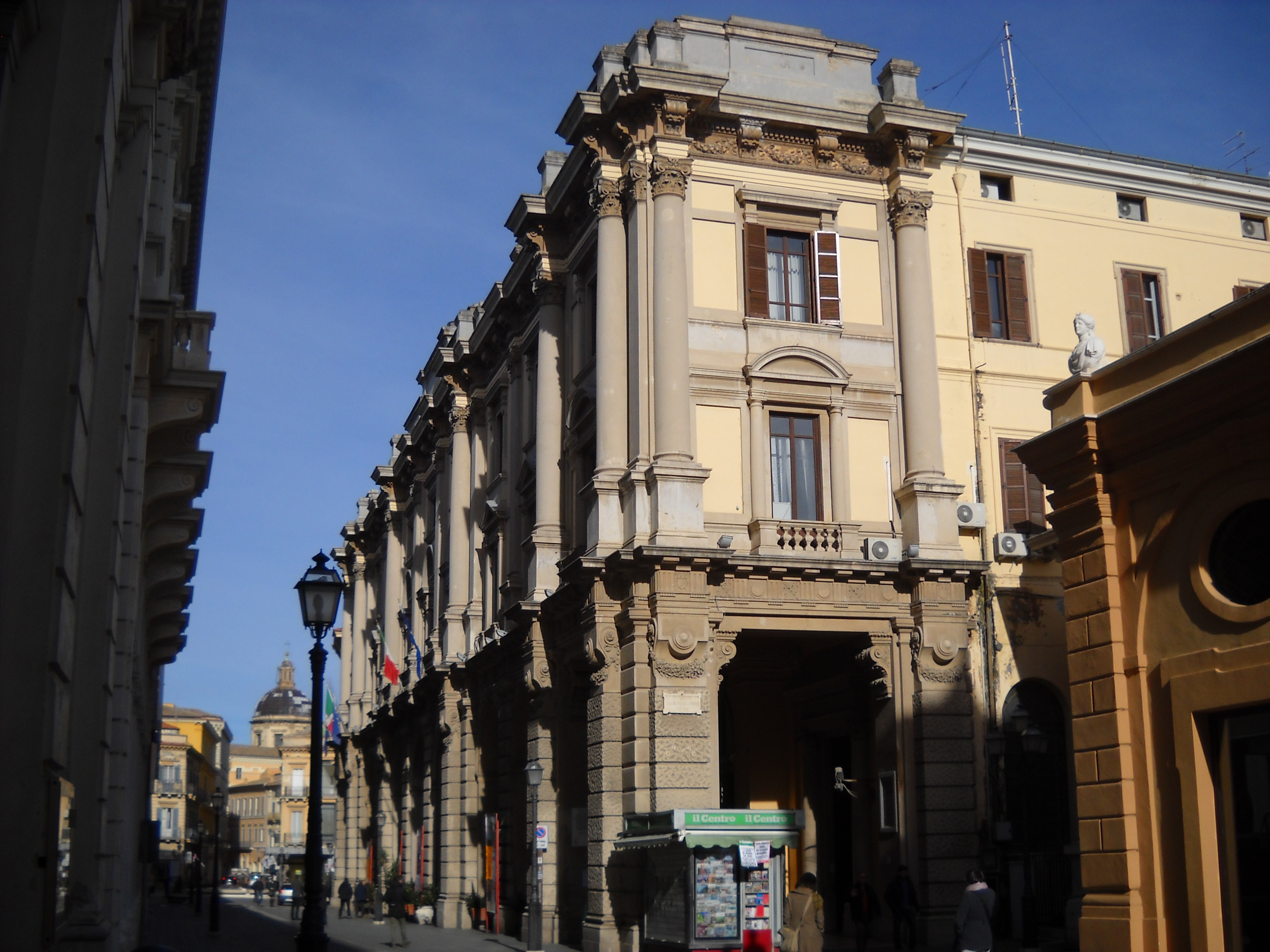
Facciata della Prefettura

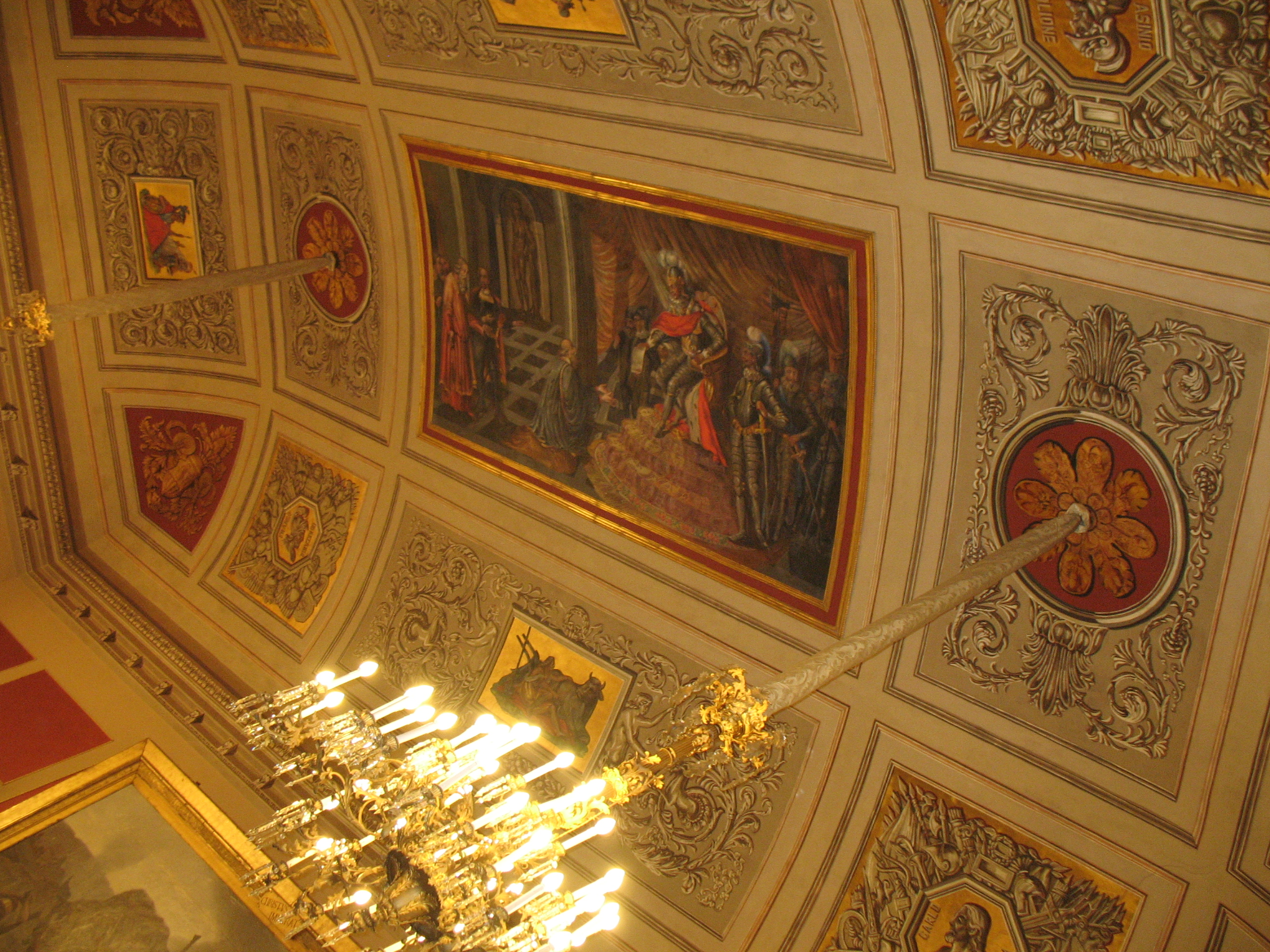
Soffitto della Sala di Rappresentanza della Prefettura

- Palazzo de' Mayo: è uno dei palazzi più belli e suggestivi di Chieti, affacciato sulla piazzetta dei Martiri della Libertà lungo il Corso Marrucino. Edificio sei-settecentesco che testimonia un'originale architettura barocca abruzzese, sede della Fondazione CariChieti e sede museale della Cassa di Risparmio. Originalmente il palazzo era dei signori Costanzo, che lo ebbero da Giuseppe Valignani Duca di Vacri, che lo vendette nel 1788 ai Severino Saverio e Luigi Costanzo. Ai Costanzo venne venduta solo la casa della servitù, che faceva parte del grande complesso palaziato, ma dato che l'immobile era in degrado, tutto quanto venne acquistato e ristrutturato. Nel 1815 questioni di denaro tra Saverio Costanzo e un tal Celidoro Farina fecero in modo che il palazzo fosse diviso in due proprietà. Per questioni di debiti, il palazzo andò in mano a Levino de' Mayo nel 1825, che recuperò tutta la struttura per adattarla ad Intendenza di Provincia d'Abruzzo Citeriore; nel 1854 il palazzo passò al figlio Acindino, che lo ristrutturò nel 1884. Nel 1907 il palazzo fu requisito dal Prefetto per destinarlo al Comando di Divisione "Pinerolo", e sei anni dopo andò in eredità a Marianna e Corrado de' Mayo. Nel frattempo l'Intendenza era stata trasferita nel Palazzo della Prefettura posto accanto, ricavato dall'ex convento di San Domenico. Nel 1977 Laura de' Mayo propose il progetto di recupero totale dell'edificio, quando lo vendette alla Cassa di Risparmio della Provincia di Chieti, che vi stabilì la propria sede. I lavori durarono dal 1994 al 2004, quando venne creata la Fondazione CariChieti, che curò il restauro per via dell'architetto Carlo Mezzetti da parte del Presidente Mario Di Nisio. L'esterno è frutto di un vivace eclettismo artistico di tardo Ottocento, con un blocco affacciato sulla piazzetta dove si trova l'accesso, che immette al cortile, mentre un ordine di arcate a tutto sesto si snoda sul lato affacciato sul Corso. La balaustra è decorata da busti di uomini illustri, ossia i proprietari storici del palazzo. Con l'ultimo restauro del 2012 dopo il terremoto del 2009, il palazzo è divenuto sede di un Museo d'Arte con sale dedicate anche a mostre ed esposizioni varie. La collezione consta di 130 dipinti, sculture di 90 artisti del XX secolo, come l'Ortega, Sassu, Cremonini, Bodini, opere d'oreficeria comprese tra il XVII-XIX secolo. La collezione contiene anche opere degli abruzzesi Costantino Barbella e Francesco Paolo Michetti.

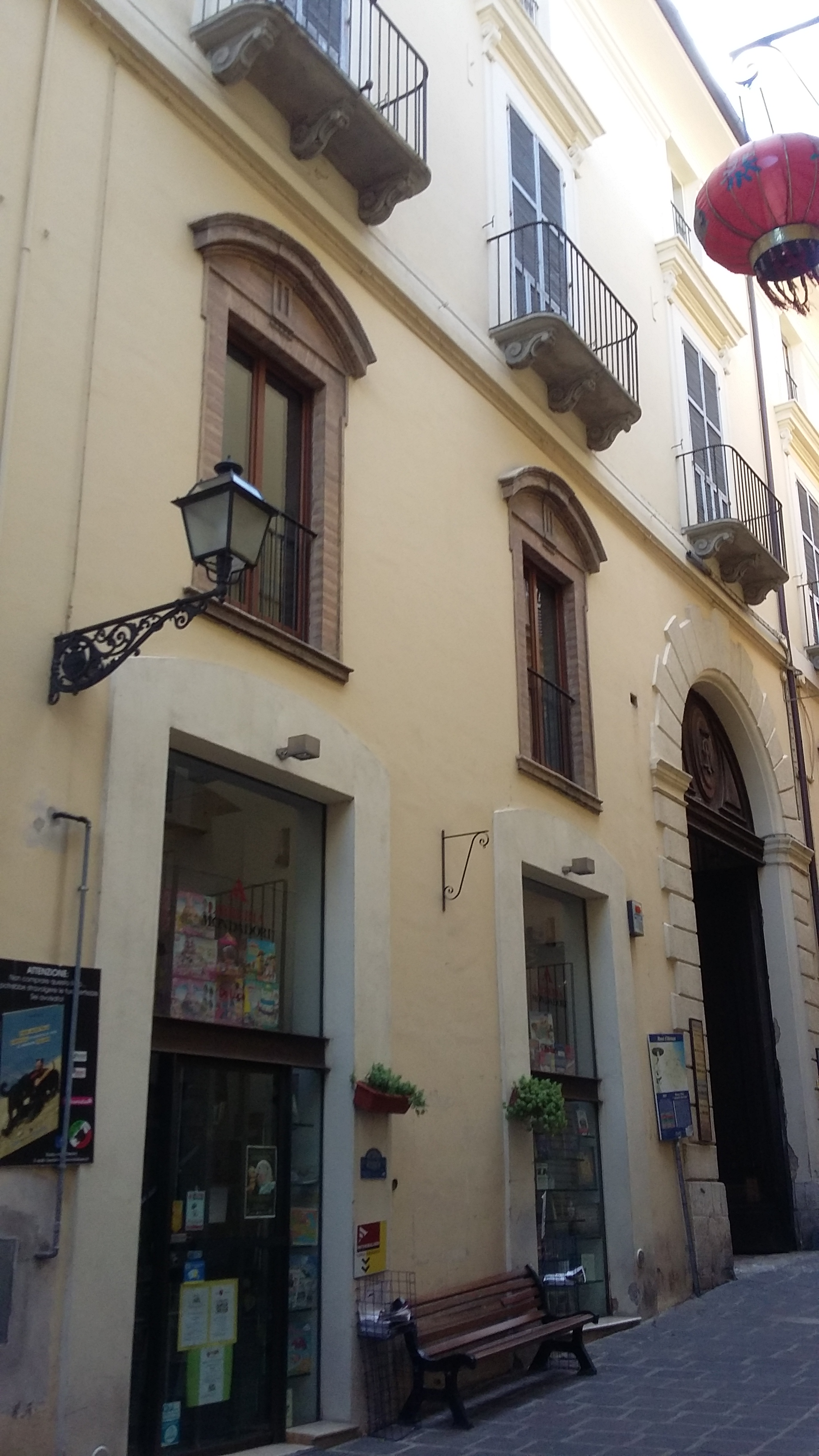
Palazzo Martinetti Bianchi

- Palazzo Martinetti Bianchi - Ex Collegio dei Padri Gesuiti: si trova in via Cesare de Lollis (storica via dello Zingaro), accanto al teatro Marrucino. Esso fu fondato come il convento e Collegio dei Gesuiti nel 1640 per volere di Padre Alessandro Valignano, insieme alla chiesa di Sant'Ignazio, dove nel 1818 fu ricavato il teatro San Ferdinando, oggi Marrucino. Il collegio nel 1767 fu soppresso a causa della cacciata dei Gesuiti dal regno, nel 1786 fu acquistato da Pietro Franchi che lo trasformò in casa, con quartieri d'affitto e botteghe. Ai Franchi si deve la decorazione della volta del salone nobile, raffigurante L'apoteosi di Psiche, opera di Giacinto Diano (1796), di cui si distingue la corposa pennellata, e l'uso dei volumi, per lo splendore dei colori. Ai Franchi successero nel passaggio di proprietà i Martinetti-Bianchi, nella prima metà dell'800. I Martinetti erano originari di Pianella, documentati nel XVI secolo, con il capostipite Giovanni Battista. La famiglia fu attiva anche ad Atri nel XVIII secolo, ad esempio Andrea Martinetti fu governatore della città sotto il controllo del duca Domenico d'Acquaviva d'Aragona. Nel 1769 Domenico Martinetti, figlio di Andrea, si sposò con Elisabetta Mandocchi, e continuò la carica di amministrazione di Atri, e da lui nacque Domenico, scomparso precocemente nel 1841, con cui si estinse il ramo, poiché le redini del potere furono assunte dallo zio paterno che sposò Margherita sorella di Domenico. Il figlio Antonio darà avvio ai Martinetti-Bianchi, mentre l'altra figlia Michela nel 1850 si sposava nella chiesa di Santa Chiara ad Atri con Gregorio De Filippis Delfico. Antonio Martinetti Bianchi divenne il proprietario del palazzo dei Gesuiti a Chieti, che ereditò nel 1850 i beni di Giustino Bianchi. La famiglia continuò ad esercitare il potere sul palazzo sino all'estinzione nel 1962 con la scomparsa di Raffaele Martinetti Bianchi, morto senza eredi legittimi.

Il palazzo ha un aspetto settecentesco d'impronta barocca alla napoletana, con facciata a coronamento orizzontale, divisa in tre livelli da cornici marcapiano: il portale principale è a tutto sesto, fasciato in bugnato, con altre aperture che ospitano attività commerciali,, sovrastate da finestre decorate da cornici in pietra tifacea, a timpano curvilineo. Le altre finestre seguono un ordine semplice ottocentesco, con mensole e semplici architravi, la sommità del palazzo, benché non visibile dal livello della stretta via, è decorata da una torretta con orologio, risalente alla costruzione del Collegio. Accedendo dal portale, si trova sulla sommità una volta a crociera dove campeggia l'affresco dello stemma nobiliare, e ai lati si aprono due scaloni che conducono ai piani superiori, per mezzo di grandi archi a tutto sesto voltati. Il chiostro del palazzo è ancora legato all'aspetto del Collegio dei Gesuiti, dove in passato c'era un giardino, e si aprono due file laterali a racchiuderlo, composte da archi con porticato voltato a crociera.
Il piano nobile dal 1976 è sede del Museo d'arte Costantino Barbella, che raccoglie la maggior parte delle terrecotte dello scultore teatino, insieme a una collezione di maioliche di Castelli, e ad affreschi provenienti dalla scomparsa chiesa di San Domenico. Oltre alle opere di Barbella ci sono quelle di Francesco Paolo Michetti, Filippo Palizzi, Basilio Cascella.

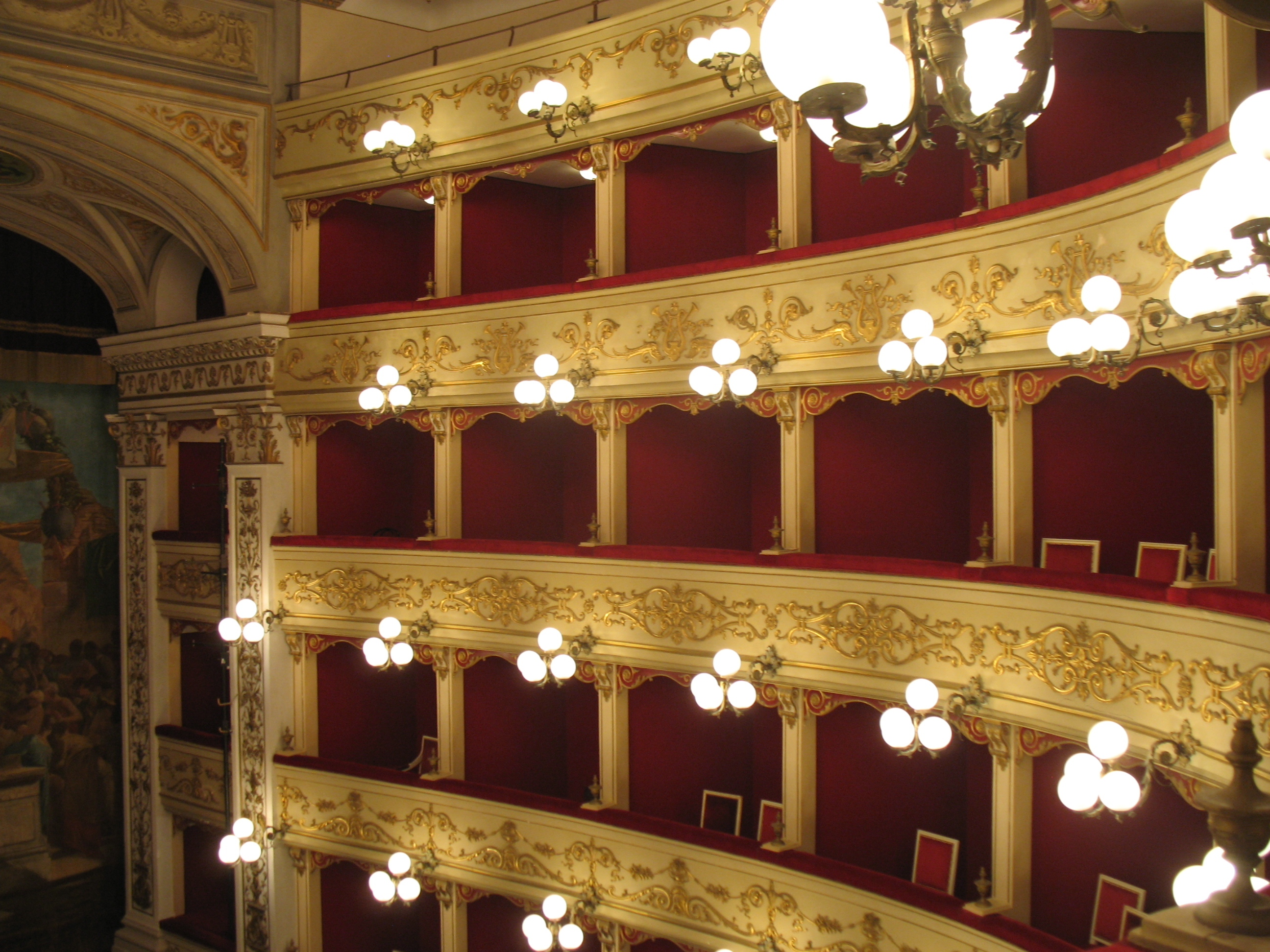
Salti del teatro Marrucino

- Teatro Marrucino - Ex chiesa di Sant'Ignazio e del Gesù: si affaccia su Piazza Giangabriele Valignani (ex Largo del Pozzo), ed è un vero gioiellino d'arte ottocentesca, nonché primo teatro d'Opera dell'Abruzzo, e il più longevo in quanto il suo aspetto è rimasto praticamente lo stesso, venendo anzi abbellito nella seconda metà dell'Ottocento con pitture neoclassiche. Il progetto proviene dall'adeguamento dell'ex chiesa di Sant'Ignazio dei Gesuiti, poiché l'antico teatro pubblico in Largo Teatro Vecchio non era più adeguato per gli spettacoli. Nel 1818 il teatro fu inaugurato, intitolato a "San Ferdinando" in onore del re Ferdinando I delle Due Sicilie, e la prima opera rappresentata fu La Cenerentola di Gioachino Rossini. L'abbellimento attuale risale ai lavori del 1870-75 dell'ingegner Vecchi, che eliminò la balconata per lasciare spazio al quarto ordine di palchi, sopraelevando l'edificio per realizzare il loggione superiore, fu ampliata la platea spostando la cavea per l'orchestra sotto al proscenio, vennero aggiunti al secondo e terzo ordine altri due palchi. I lavori di arricchimento stilistico riguardarono la realizzazione degli stucchi, dei due paggi d'ingresso di Costantino Barbella, della targa commemorativa del 1901 in onore di Giuseppe Verdi. Il sipario è di Giovanni Ponticelli, e raffigura Il trionfo di Caio Asinio Pollione sui Dalmati (1876), mentre il soffitto è decorato da un grande lampadario al centro di un cerchio a spicchi, in cassettoni lignei, i cui spicchi raffigurano o le Arti o personaggi illustri della storia dell'arte, della musica e della poesia.

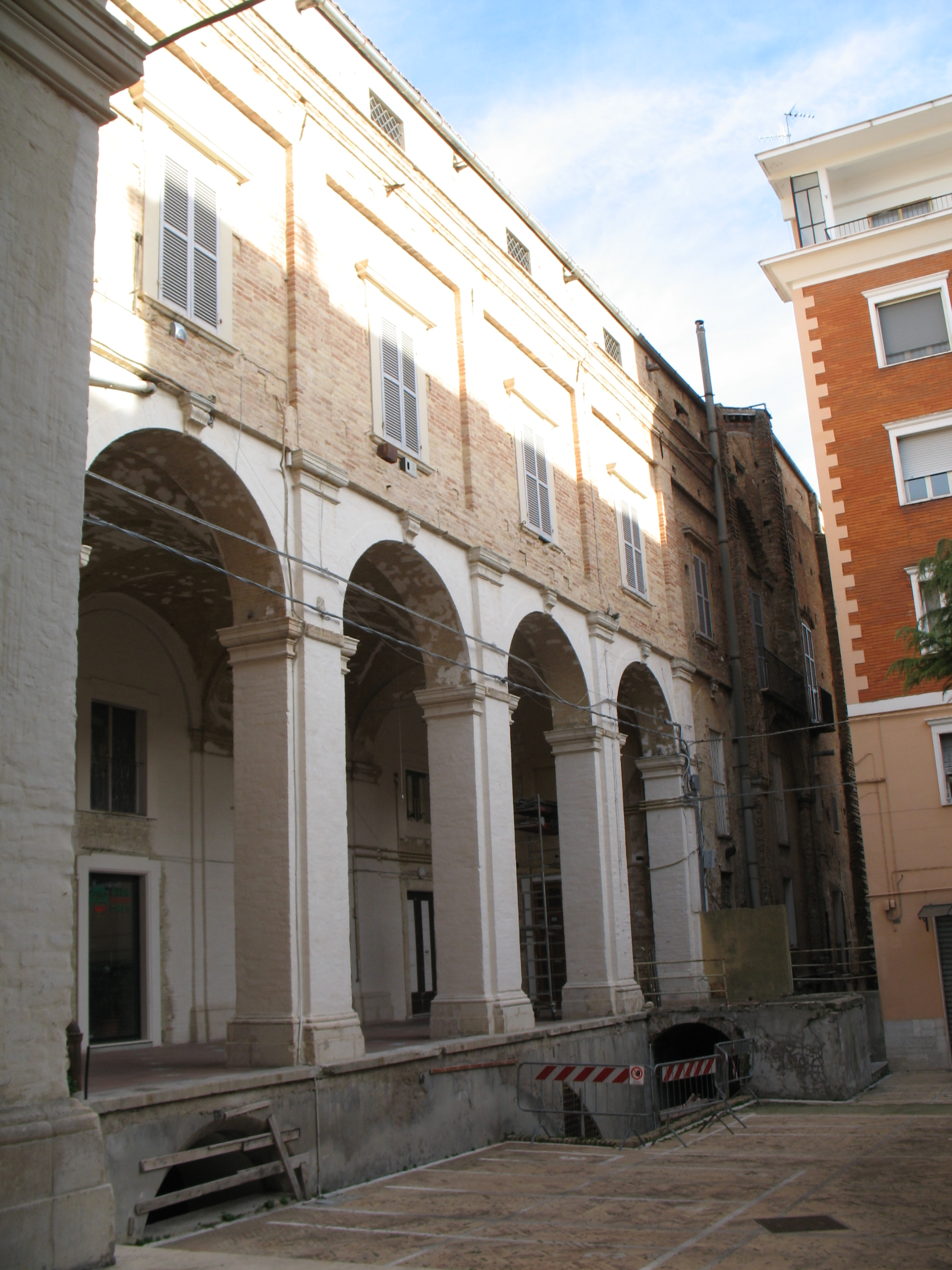
Cortile del Palazzo Martinetti Bianchi

- Palazzo De Pasquale: si trova affacciata su Largo Sant'Agata, ha origini settecentesche, ed è stato rifatto nel XIX secolo in stile neoclassico. Nel 1865 passò dagli Zambra ai De Pasquale d'estrazione borghese: ha facciata lunga e imponente, movimentata da cornicione e da finestre quadrate. All'interno si trova una delle scale più interessanti della città, composta da due rampe d'accesso, decorate da colonne ioniche, con ripiani coperti da cupolini. Il salone centrale insieme agli ambienti secondari è decorato da affreschi di gusto classico.

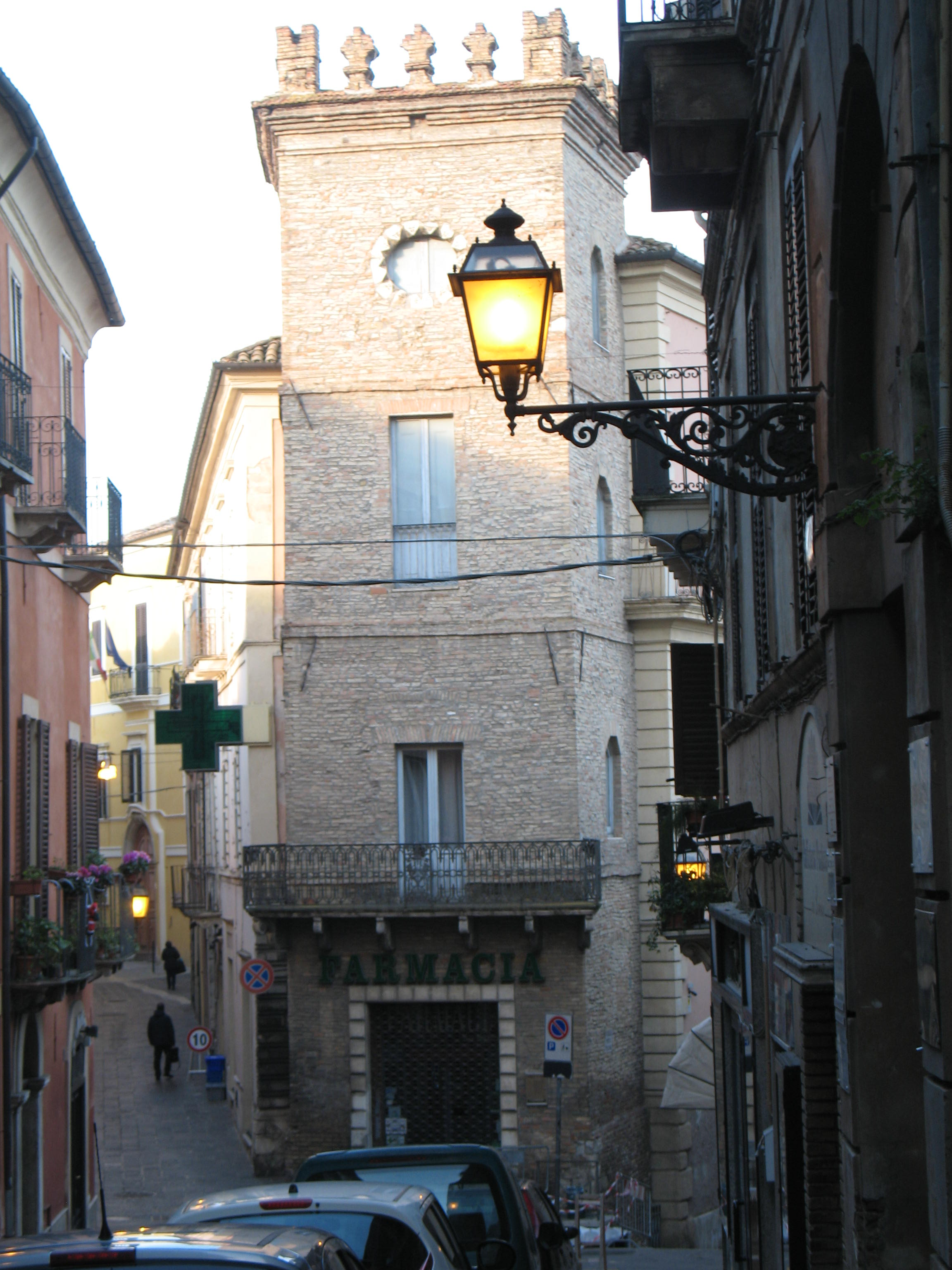
Torre dei Toppi

- Palazzo Zambra: in via degli Agostiniani, è sede della Soprintendenza Archeologica d'Abruzzo, delle Belle Arti e Paesaggio della Regione. Ritenuto il palazzo più interessante del rione Trivigliano-Santa Maria, corrisponde all'antica Casa Monaco, costruita nella metà del '700, ristrutturando un preesistente edificio. A seguito di vari rifacimenti, la nobile dimora ha un aspetto tardo barocco, a cavallo tra Seicento e Settecento, dove trovano larga diffusione i diversi contesti urbani che accolgono nuove linee costruttive. Nel 1817 il barone Giacomo Zambra fu Procuratore della Parrocchia di Sant'Agata, rivestendo anche la carica di Camerlengo di Chieti, e acquistò il palazzo per 2000 ducati dagli eredi di Vincenzo Monaco, suoi debitori, per porvi la sua residenza. Connotazione principale del palazzo è l'elegante portale in pietra a tutto sesto, impreziosito da scultura a voluta e conchiglie, sormontato da una finestra con balconcino, in pietra sagomata. Il palazzo ha prospetto armonioso, definito da paraste d'angolo, all'interno un ampio androne con voltata botte immette nella corte, pressoché quadrata, intorno alla quale si dispongono alcuni ambienti: a sinistra la scala, con elemento nodale della nobile dimora, separata da archi, di chiara derivazione napoletana. Le stanze si articolano con successione di ampi saloni, con volta a crociera e padiglione, al secondo piano sulla volta del salone c'è l'affresco dello stemma gentilizio degli Zambra, realizzato in omaggio nel 1932.
- Piazza Esedra della Pescheria: si trova in Piazzetta Zuccarini su via Arniense, davanti al Seminario diocesano. Il luogo è sempre stato destinato nei secoli a fiera e mercato, data la vicinanza con Porta Bocciaia allo sbocco di via Arniense su Largo Cavallerizza. Nel 1850 l'area fu sottoposta a bonifica da parte dell'Arcivescovo Maggese, e il progetto di sistemazione ideati nel XIX secolo fu portato a compimento negli anni '70 del Novecento, rispettando però i canoni neoclassici. La piazzetta si apre ad esedra, con un portico a semicerchio colonnato, dove si trovavano le botteghe del pesce.

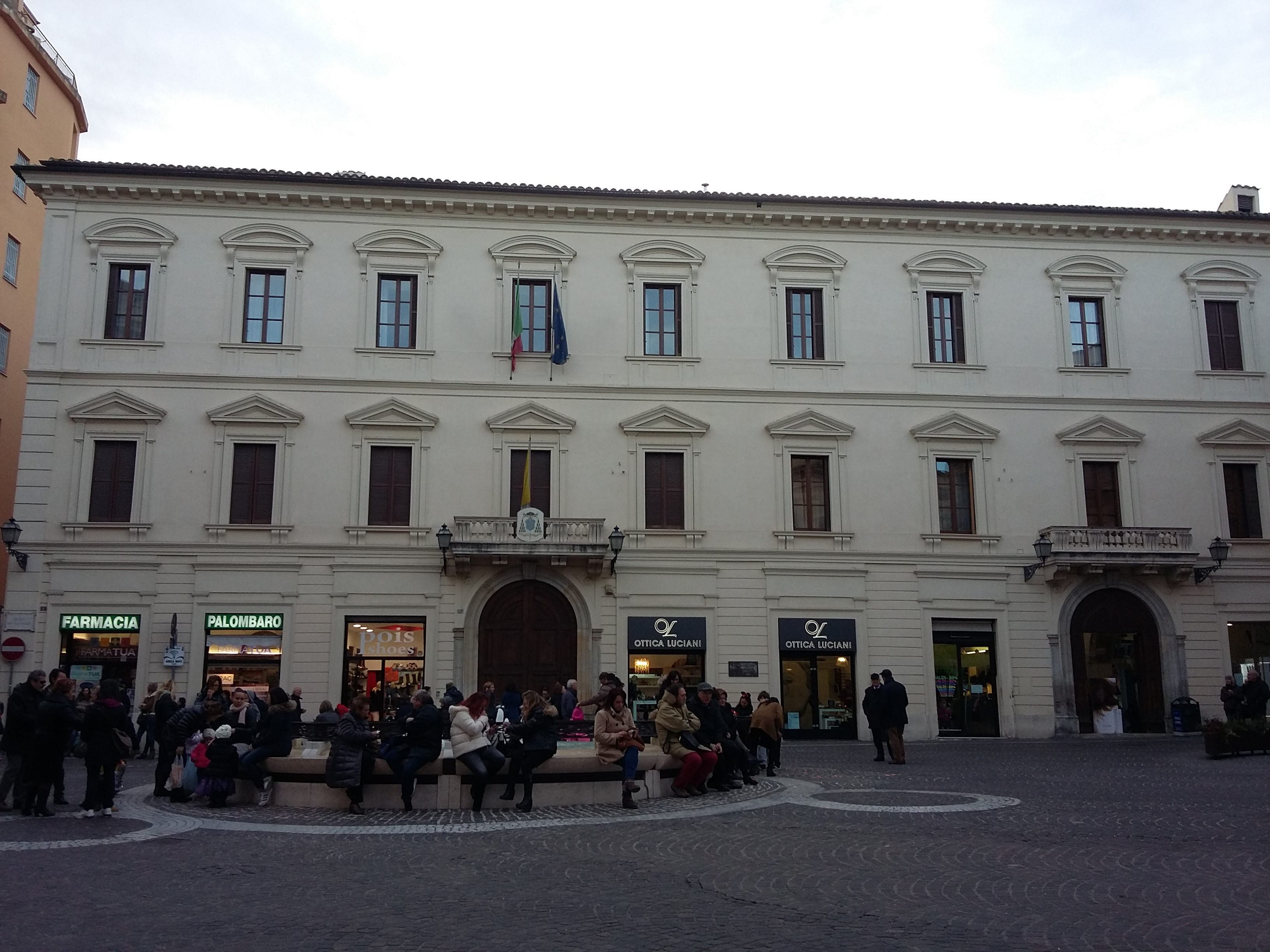
Arcivescovado di Chieti

- Palazzo Toppi e torre: in via Toppi, spartiacque di via Agostiniani e via Porta Pescara per mezzo della torre merlata, esattamente questo elemento fortificato del XIV secolo caratterizza la struttura, unico esempio di torre gentilizia rimasta dentro le mura della città, dopo la Torre di Colantonio Valignani del palazzo arcivescovile. Il palazzo nell'aspetto attuale risale al XVII secolo, si sviluppa sul lato di Porta Pescara, e conserva un ampio portale in bugnato liscio, che conduce alla scalinata monumentale. La facciata è stata ristrutturata nel XIX secolo per ospitare al pianterreno locali commerciali; il portale d'accesso a via dei Toppi è l'unico elemento superstite della struttura rinascimentale antecedente il 1647, quando la casa fu incendiata per rappresaglia contro il notaro Niccolò Toppi, che firmò l'atto di compravendita di Chieti, che venne infeudata al duca Ferdinando Caracciolo. Le bugne del portale sono tagliate a punta di diamante, ornate da incisioni con motivi floreali, sulla volta ribassata dell'androne campeggia lo stemma nobiliare affrescato, lo scalone di accesso è a doppia rampa, con colonne doriche e stucchi plastici monocromi, del XVIII secolo. Il torrione è stato riadattato a residenza gentilizia, e conserva ancora l'aspetto quattrocentesco, a pianta quadrangolare irregolare, in laterizio, scandito da cornici marcapiano, con l'ultimo settore decorato da oculo centrale, e sommità da merlature, molto simili a quelle della torre di Colantonio.
- Palazzo Arcivescovile e Torre di Colantonio Valignano: affacciato su Piazza Valignani, antico centro civico del potere della cittadina, risalirebbe, come suggerisce la torre fatta edificare dal vescovo Nicola Antonio Valignano, al XV secolo. In origine l'episcopio teatino si doveva trovare presso la storica cattedrale, poi fu spostato durante l'ascesa al potere di questo casato patrizio La torre che si trova su via Arcivescovado, è datata 1470, unico elemento superstite dell'antica struttura, e venne realizzata dentro le mura a scopo difensivo, in mattoni, con feritoie, e ricca fascia di merlature sulla sommità e coppelle. Il palazzo fu rifatto tra il 1592 e il 1607, e rimaneggiato anche nel XIX secolo, in occasione dei lavori si allargamento del Corso nel 1885. Di interesse la facciata principale, rifatta nel 1877, divisa in tre piani da cornicioni, con ordine di balconi in pietra che sovrastano i portali simmetrici del pianterreno. Le finestre invece seguono l'ordine neoclassico, a timpani alternati di forma triangolare e semicircolare.
- Palazzo Olivieri: si trova sul Corso Marrucino sud, affianca Palazzo Tabassi, e risale al XVII secolo, comprato dalla famiglia borghese originaria di San Valentino in Abruzzo Citeriore, il cui massimo personaggio storico fu il patriota Silvino Olivieri, incarcerato durante la repubblica francese del 1799. Il palazzo ha un aspetto tardo settecentesco, con classico portale ad arco a tutto sesto, fasciato a bugne, e con facciata scandita orizzontalmente da paraste, con ordine semplice di finestre. Un piccolo chiostro precede l'accesso al palazzo vero e proprio.

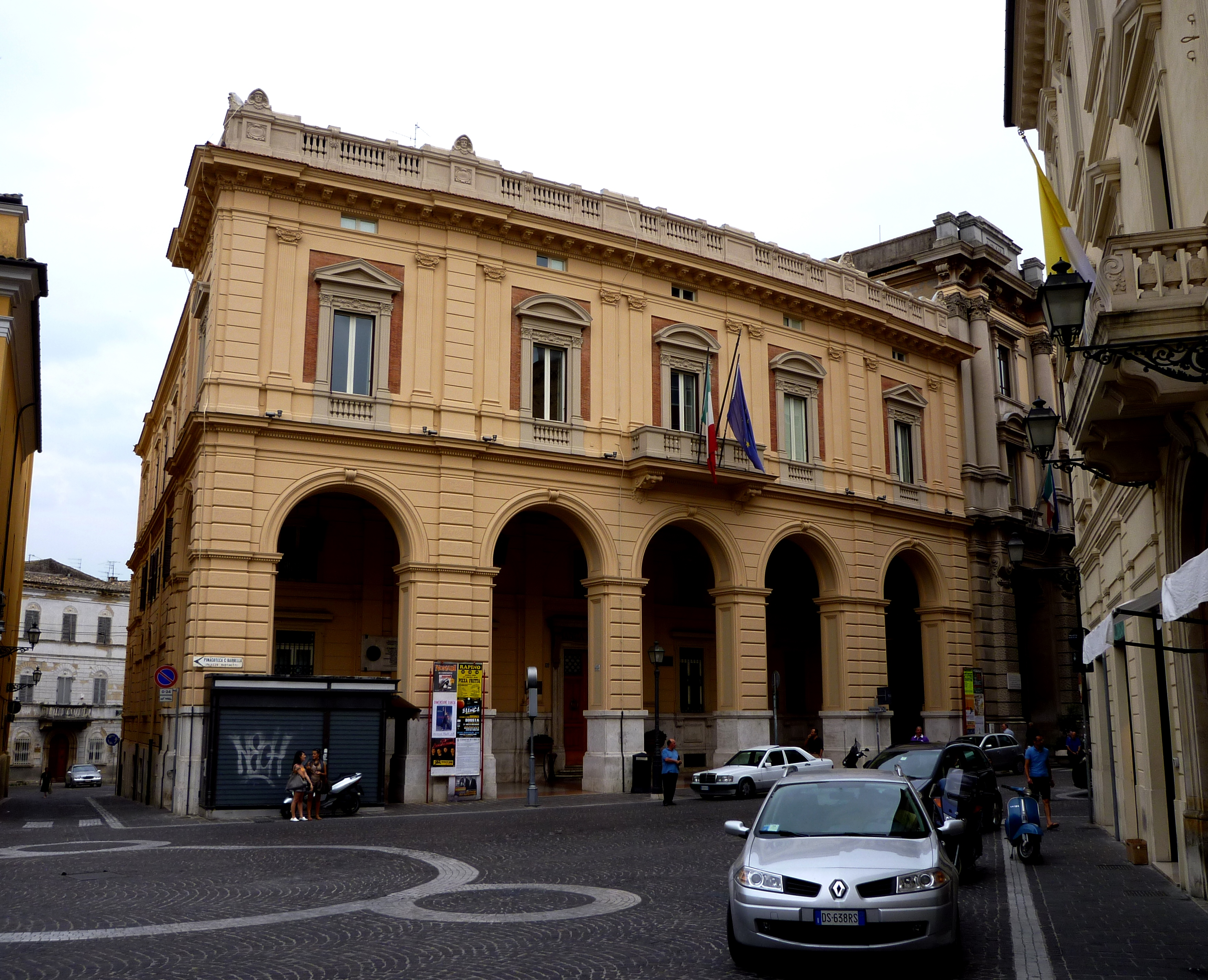
La Banca d'Italia

- Palazzo Paone: sorge in Piazza Umberto I, accanto a Palazzo Massangioli. Fu costruito sopra un edificio del XVI secolo, ed è in chiaro stile tardo ottocentesco umbertino, con elementi neorinscimentali di primo Novecento. Il palazzo è fasciato negli spigoli angolari da bugnato, che insiste anche sul livello del pianterreno, essendo assente negli altri due livelli superiori. Il grande portale centrale è sovrastato da un balcone su mensole a volute e fregi floreali, l'ordine di finestre del primo piano ha timpano triangolari, e la cornice è interamente decorata a motivi floreali eclettici, con al centro, in chiave di volta, una conchiglia, motivi  riproposti in maniera più sobria nelle cornici del secondo ordine di apertura, con il morivo della stella marina. L'ingresso è dato da uno scalone, di interesse è la sala d'onore completamente intonacata di bianco, accessibile da un grande arco con stipiti a colonne marmoree cilindriche, il soffitto è a cassettoni in stucco, con fioroni nei riquadri, motivo classico del romanico abruzzese.
- Palazzo della Banca d'Italia: la costruzione risale al 1920 circa, eretta sopra il Palazzo dell'Università dei duchi Valignani di Vacri, che crollò in parte a causa del cedimento del terreno del 1913, essendo stato costruito sopra una cisterna romana. Il palazzo infatti era di grande importanza, sede del parlamento Teatino, e poggiava sopra una grande cisterna romana del I secolo d.C., usata sin dai Marrucini come pozzo sacro (da cui l'antico toponimo del piazzale Largo del Pozzo), nonché usata come grande rimessa del grano per la plebe da usare durante le carestie. Crollato il palazzo, venne edificata la nuova costruzione in stile monumentale e tardo classico, affacciata su Piazza Giangabriele Valignani, con al pianterreno un ordine di cinque archi a tutto sesto fasciati in bugnato. Tali archi sono inquadrati da paraste in bugnato che scandiscono anche il livello superiore della facciata, con cinque finestre architravate a timpano alternato triangolare-curvilineo, ornate nelle cornici da motivi vegetali e capitelli corinzi, e delle quali quella centrale presenta un grande balcone centrale. La trabeazione dell'architrave di sommità della facciata poggia su mensoline, sovrastata da una balaustra balconata, suddivisa in asse con le paraste verticali che corrono lungo tutta la facciata, con capitelli compositi a foglia. L'accesso è dato da uno scalone, il soffitto del salone d'onore è affrescato.

- Palazzo della Prefettura e della Provincia: sorgente sul Corso Marrucino, accanto alla Banca d'Italia, la Prfeettura Regia di Chieti d'Abruzzo Citeriore fu istituita nel tardo Ottocento, trasformando il convento di San Domenico, e nel 1913 l'edificio della nuova Prefettura venne completato affacciandosi sul Corso, abbattendo la chiesa rimasta. La costruzione del palazzo fece parte del piano di qualificazione della strada grande di Chieti, che proprio all'altezza del sagrato della chiesa si restringeva notevolmente. Il convento era molto antico, risalente alla metà del XIII secolo, e fu uno dei maggiori centri di vita religiosa Teatina, i frati vi crearono una farmacia ricca di medicinali, forniti ai poveri, una copiosa biblioteca, andata perduta, e una scuola di novizi. Con decreto del 1808 di Gioacchino Murat, il convento fu soppresso, i Domenicani ripartiti in case monastiche della Provincia, l'edificio destinato ad alloggio degli uffici dell'Intendenza d'Abruzzo Citeriore, e la chiesa venne concessa alla Confraternita del Santissimo Rosario.
In vista dei progetti del 1885 di allargare la strada del Corso Gagliani, come si chiama allora il Marrucino, nel 1913 la chiesa venne abbattuta, poiché la Confraternita per vent'anni si oppose in ogni maniera alla distruzione, finché non accettò il trasferimento nel Collegio di Sant'Anna degli Scolopi, che attualmente porta l'intitolazione a San Domenico al Corso. La monumentale facciata sul Corso è opera dell'ingegner Giulio Mammarella, che realizzò anche i portici, conclusi nella realizzazione nell'anno 1928. Durante gli scavi per la costruzione vennero scoperti anche fondaci e cisterne d'epoca romana, poiché l'antico Corso di Chieti era la via Tecta, accessibile dal vicino Palazzo de' Mayo. Il palazzo ospita la Provincia e la Prefettura di Chieti, la facciata sul Corso è scandita alla base da un ampio porticato ad archi, scanditi da grosse colonne-pilastri in bugnato grezzo, con sorta di capitello circolare ornato da festoni floreali e frutti. Dagli zoccoli che si innalzano dal mensolone della cornice marcapiano, si trovano gli altri due settori del palazzo, sempre ripartiti dalle paraste e dalle colonne cilindriche e capitello corinzio: il primo ordine di finestre propone sempre lo schema binato del timpano a triangolo-semicerchio, il secondo ordine ha architrave semplice, infine il cornicione finale su mensole inginocchiate propone sempre rilievi a festoni di frutti e vegetali. Le aperture nei portici ospitano attività commerciali, lo storico Caffè Vittoria, e l'accesso mediante scalone alla Prefettura. La Sala di Rappresentanza è decorata da affreschi tardo classici, con lampadari, motivi geometrici vegetali e floreali, e riquadri d'ispirazione mitologica, mentre le tele sulle pareti sono di pittori abruzzesi come Michetti e Cascella. In particolare Michetti realizzò un grande affresco nella Sala Consiliare che propone scene di vita Abruzzesi in omaggio al secolare lavoro di campagna, montagna e pesca.
- Palazzo UPIM: si tratta di una moderna struttura posta all'ingresso del Corso Marrucino da Piazza Valignani. Fu realizzata negli anni '70 abbattendo lo storico Palazzo Lepri, per ospitare i grandi magazzini, ed essendo moderno, cozza completamente con il carattere sobrio ed equilibrato degli edifici neoclassici attorno, e alla base contiene dei portici in cemento armato, e sul lato un pannello a riquadri maiolicati ritraenti una contadina abruzzese.
- Palazzo Croce: si trova sul Corso, e una porzione si affaccia sul Piazzale Giambattista Vico. Si tratta di un edificio costruito negli anni '2 del Novecento, durante il piano di qualificazione della strada maggiore di Chieti, appartenne alla famiglia del filosofo Benedetto Croce originaria di Montenerodomo, e si presenta nel tardo stile neoclassico umbertino, con scansione in tre settori, il pianterreno fasciato in bugnato con ampie arcate che introducono al portico voltato a crociera, dove si trovano altri ingressi delle vetrine commerciali, più il portale maggiore che concede l'accesso all'interno. Gli altri due settori superiori, propongono il consueto schema di aperture, nel primo piano con timpano binato a triangolo-semicerchio, il secondo ad architrave semplice.

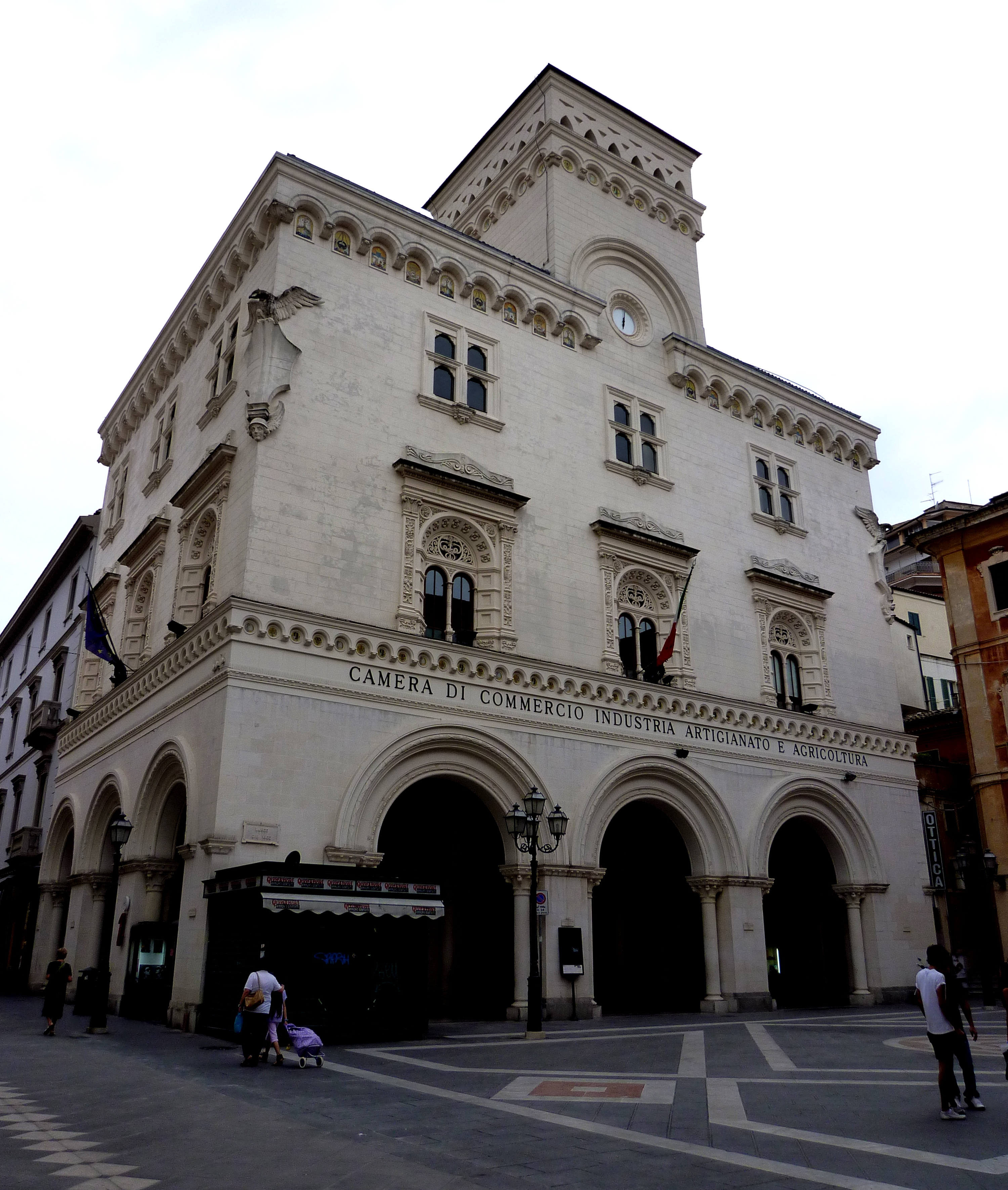
Camera di Commercio

- Palazzo delle Corporazioni e della Camera di Commercio di Chieti: affacciata sul Piazzale Vico, il progetto risale al 1924, quando si decise di trasferire il Consiglio Provinciale dell'Economia dalle antiche sedi inadeguate nel rione Civitella. Il nuovo edificio fu costruito nei pressi del Palazzo De Felice, abbattendo il palazzo delle Scuole Pie del Collegio degli Scolopi di Sant'Anna (oggi chiesa di San Domenico). In seguito alla demolizione di altre case civili, nel 1930 si cominciò la costruzione vera e propria dello stabile, su progetto dell'ingegner Camillo Guerra di Napoli, che si ispirò all'architettura medievale religiosa d'Abruzzo. Il segno del regime fascista ancora oggi è molto evidente, come dimostrano le aquile littorie poste agli spigoli angolari, o le colonnine delle finestre bifore a forma di fascio. Al pianterreno fu ricavato un locale destinato a Bottega d'Arte, concessa nel 1933 alla federazione delle comunità artigiane della provincia, che avrebbero dovuto ospitare i prodotti locali. La presenza della torre centrale è un rimando alle torri di guardia delle abbazie abruzzesi, anche se l'intera struttura è un rimando alle antiche architetture del periodo comunale medievale del XIII secolo: l'eclettismo riguarda anche il rinascimento romano per quanto concerne le finestre del secondo piano, mentre per le finestre del primo piano il Guerra s'ispirò alle Badie di San Clemente di Casauria e alla Santissima Annunziata di Sulmona. Il cornicione sorretto da beccatelli e archetti pensili, mostra negli spazi piccole ceramiche policrome che rappresentano scene di lavori dell'Abruzzo contadino, ispirazione agli antichi Palazzi delle Arti toscani, nonché rimando al modello dei cammei policromo tipici del rinascimento di scuola atriano-teramana.
- Palazzetto dell'ex Carichieti: palazzetto posto davanti al Palazzo de' Mayo (Largo Martiri della Libertà), realizzato nel tardo Ottocento, quando venne fondata la Cassa di Risparmio di Chieti. Negli anni '20 fu restaurato seguendo uno stile neoclassico, con il colonnato a capitelli ionici. A causa del suo fallimento nel 2015, la scritta storica venne rimossa, poiché l'ente è stato acquistato dall'UBI Banca. Il palazzetto è in stile neoclassico, a forma di tempietto greco, con suddivisione in ambienti per mezzo di quattro colonne di marmo a capitello corinzio, e con tre aperture architravate, delle quali la centrale è maggiore, con timpano poggiante su mensole a volute. Il cornicione superiore è aggettante rispetto alla facciata di accesso, in asse con le colonne.

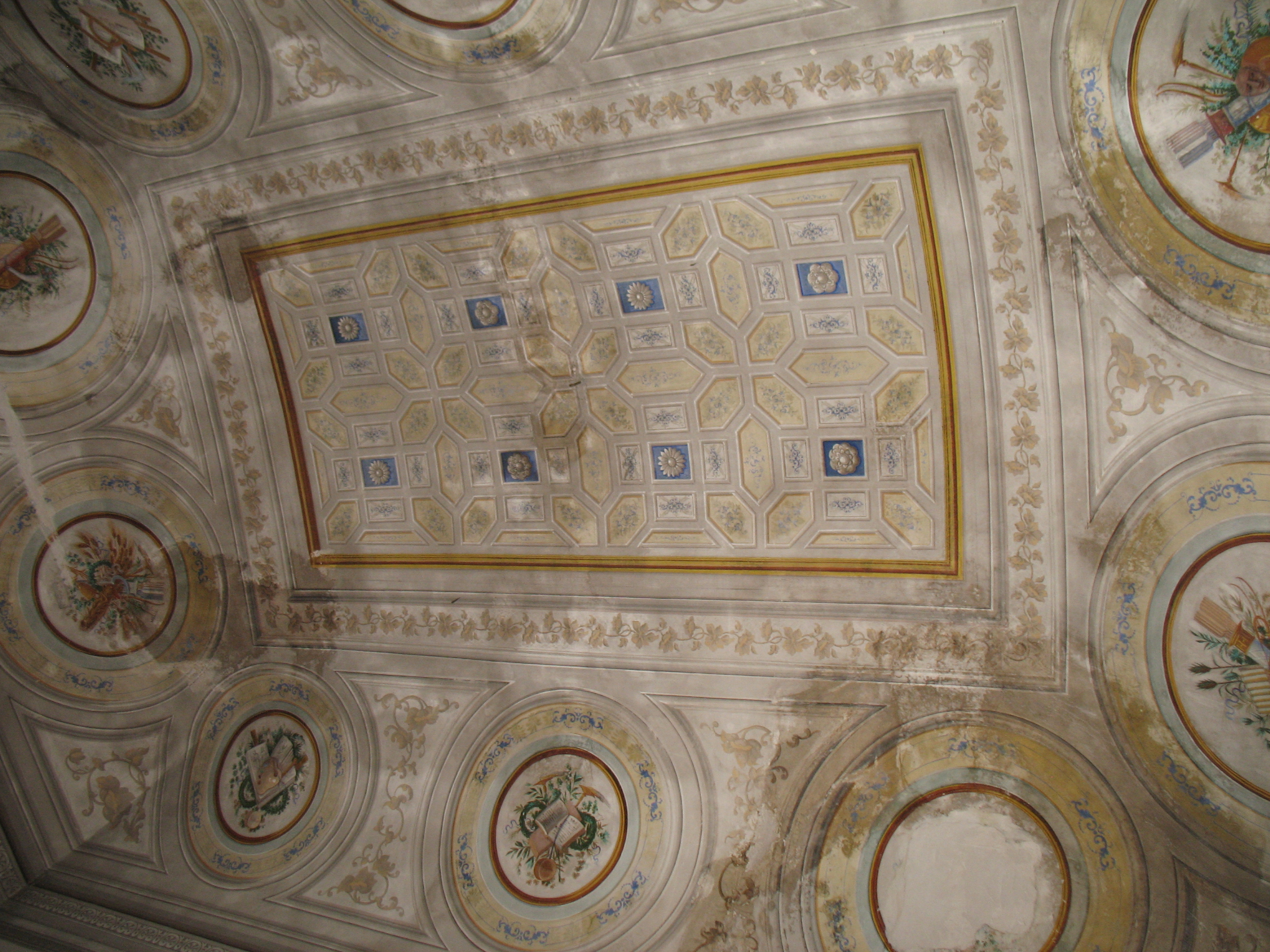
Un soffitto del Palazzo Lepri Monaco-La Valletta

- Palazzo Lepri Monaco-La Valletta: si trova accanto alla chiesa della Trinità su via Nicoletto Vernia, originario del XVI secolo, quando era un ospedale dei pellegrini. Successivamente fu acquistato dalla famiglia Felice Humani, e con il matrimonio di Maria Maddalena e un Monaco-La Valletta, il palazzo passò a questo casato. La decorazione attuale risale al primo Ottocento, con il rifacimento del salone d'onore da parte di Raffaele Del Ponte. La costruzione risulta essere una delle più originali di Chieti, con il terrazzo e il giardino accessibile da via Nicoletto Vernia, mentre un secondo accesso è dato da via Monaco La Valletta, dal cortile lastricato di ciottoli si raccordano l'androne e lo scalone d'onore con volta affrescata con lo stemma nobiliare; le stanze sono affrescate a motivi vegetali e classici dell'epoca greco-romana, mentre il salone d'onore ripropone lo schema classico con quadri mitologici, e maggiore enfasi delle forme. Nelle stanze vissero i fratelli Gaspare e Raffaele Monaco La Valletta

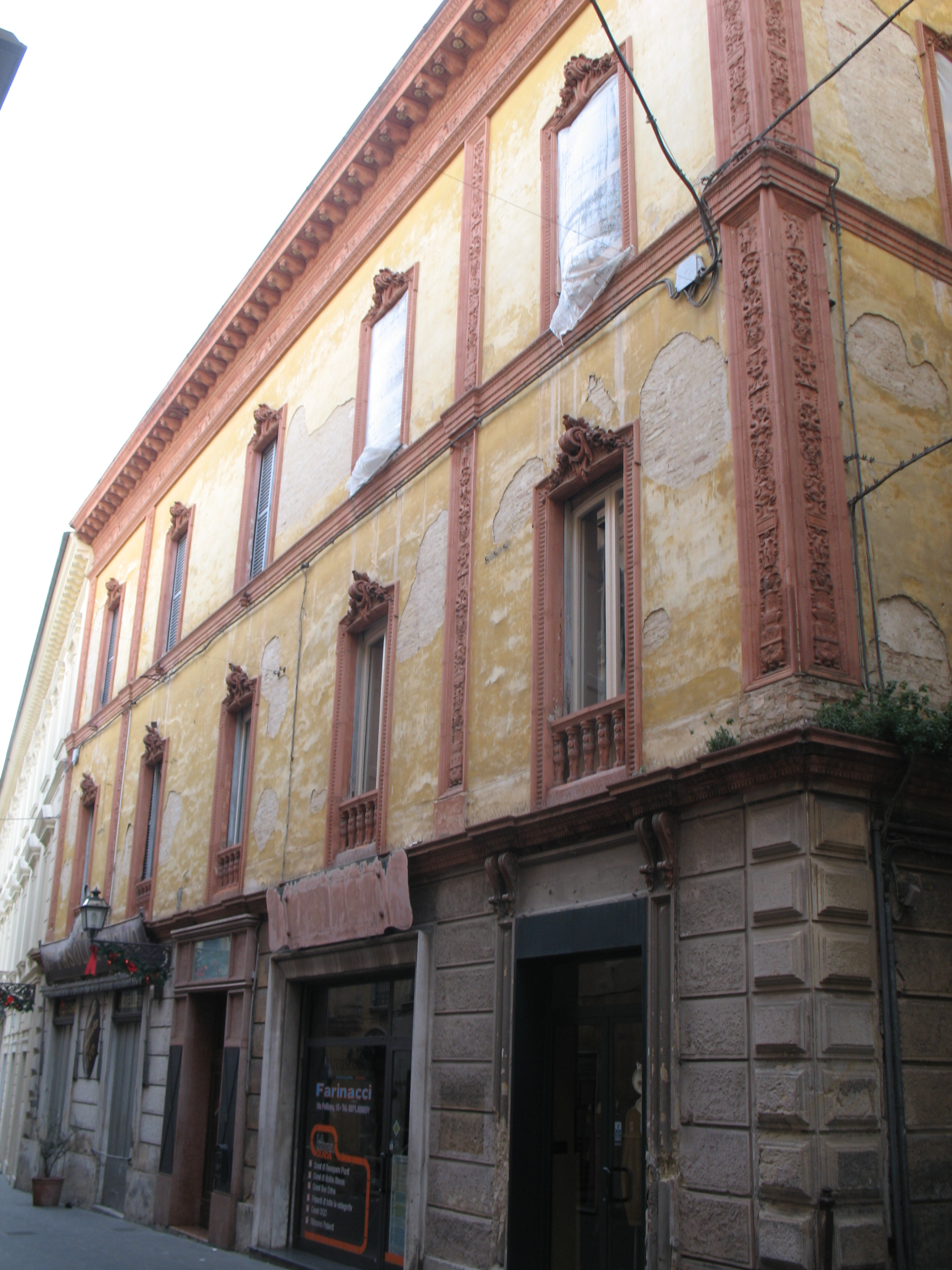
Palazzo Cetti

- Palazzo Frigerj: in via Arcivescovado, è una struttura ottocentesca ricavata da una preesistente, divisa in tre settori da cornici: il pianterreno fasciato a bugnato con grande portale ad arco tutto sesto, e due settori superiori di semplici aperture architravate.
- Palazzo Cetti: in via Asinio Pollione (ex via degli Orefici), è uno dei più interessanti di Chieti quanto a uso sapiente dell'eclettismo architettonico dell'esterno. La facciata è rimasta inalterata durante i vari restauri dell'Ottocento, si notano il portale sormontato da balconcino con ringhiera bombata, e originali cornici a paraste a motivi geometrici tardo settecenteschi in pietra e finestre a timpano spezzato con ricche volute rococò, inserite nella ristrutturazione del 1750. La decorazione prosegue nelle mensole inginocchiate che sorreggono il cornicione della sommità, in rosso porpora, così come le cornici delle finestre e le paraste angolari che dividono verticalmente la struttura. I portali alla base ospitano vari esercizi commerciali, tra cui la storica Gioielleria dei Fratelli Fasoli.

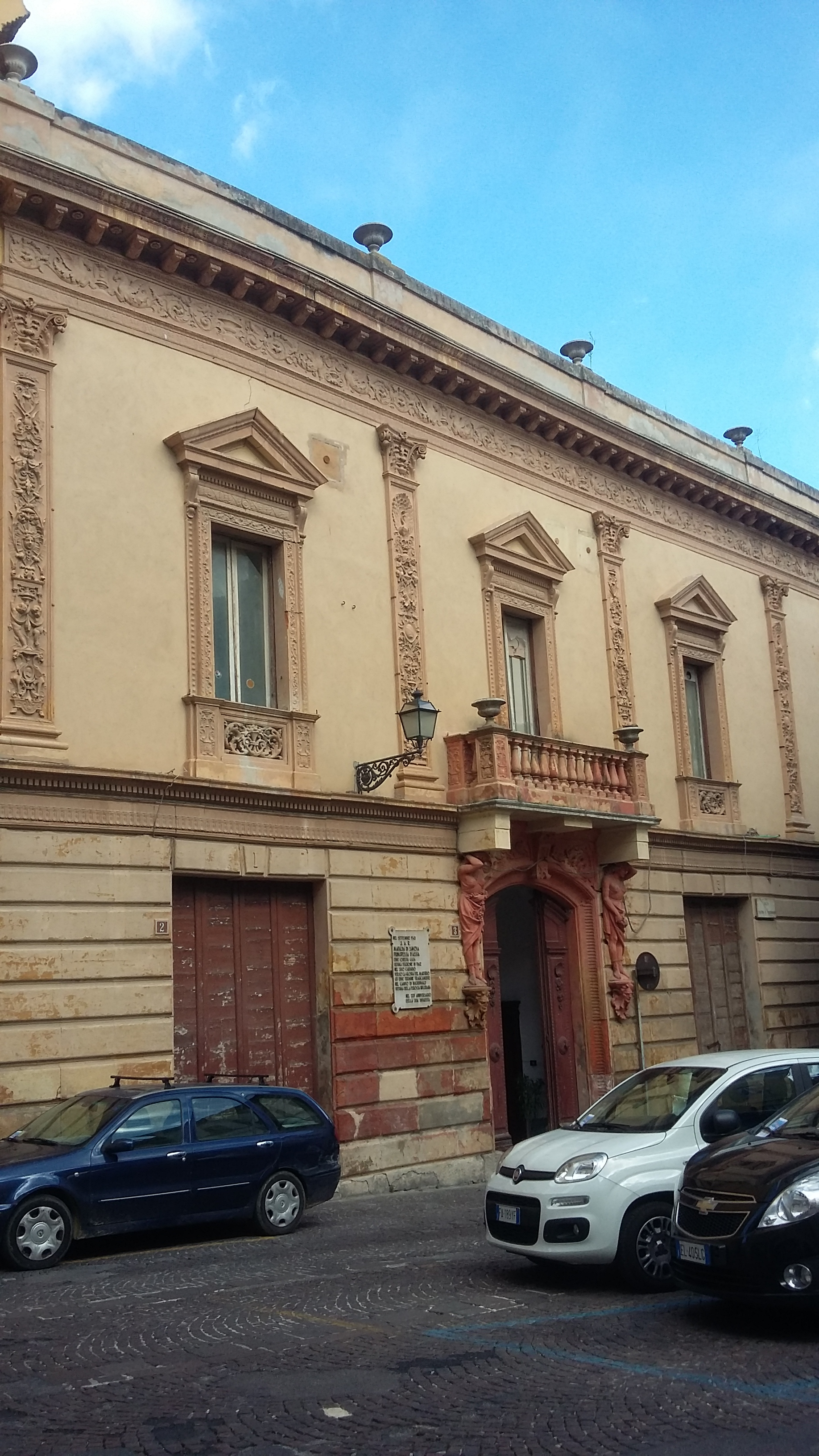
Palazzo Massangioli

- Palazzo Massangioli: si trova a ridosso del Teatro Marrucino in Largo Umberto I, risalente al XIX secolo, vi soggiornò per un giorno il secondo re d'Italia Umberto I di Savoia, da cui l'intitolazione del piazzale. Ha origini antiche, venne ristrutturato ampiamente nel tardo Ottocento, con facciata ornata a terracotta a cariatide e festoni, in stile neorinascimentale, che reggono il balcone. Nel 1943 la principessa Mafalda di Savoia arrivò il 10 settembre, soggiornando nel palazzo, e ripartendo per Roma il 22. Una lapide ricorda la sua presenza; al palazzo si accede dal grande portale architravato, con scalone monumentale, fino al piano nobile, impreziosito da volta dipinta. Il palazzo è rimasto pe ranni in abbandono, ad accezione del temporaneo recupero durante l'amministrazione di Nicola Cucullo, che aveva intenzioni di ospitare nel palazzo eventi culturali, ma le amministrazioni successive non hanno fatto altro che aumentarne il degrado, fino a un altro recupero nel 2016.

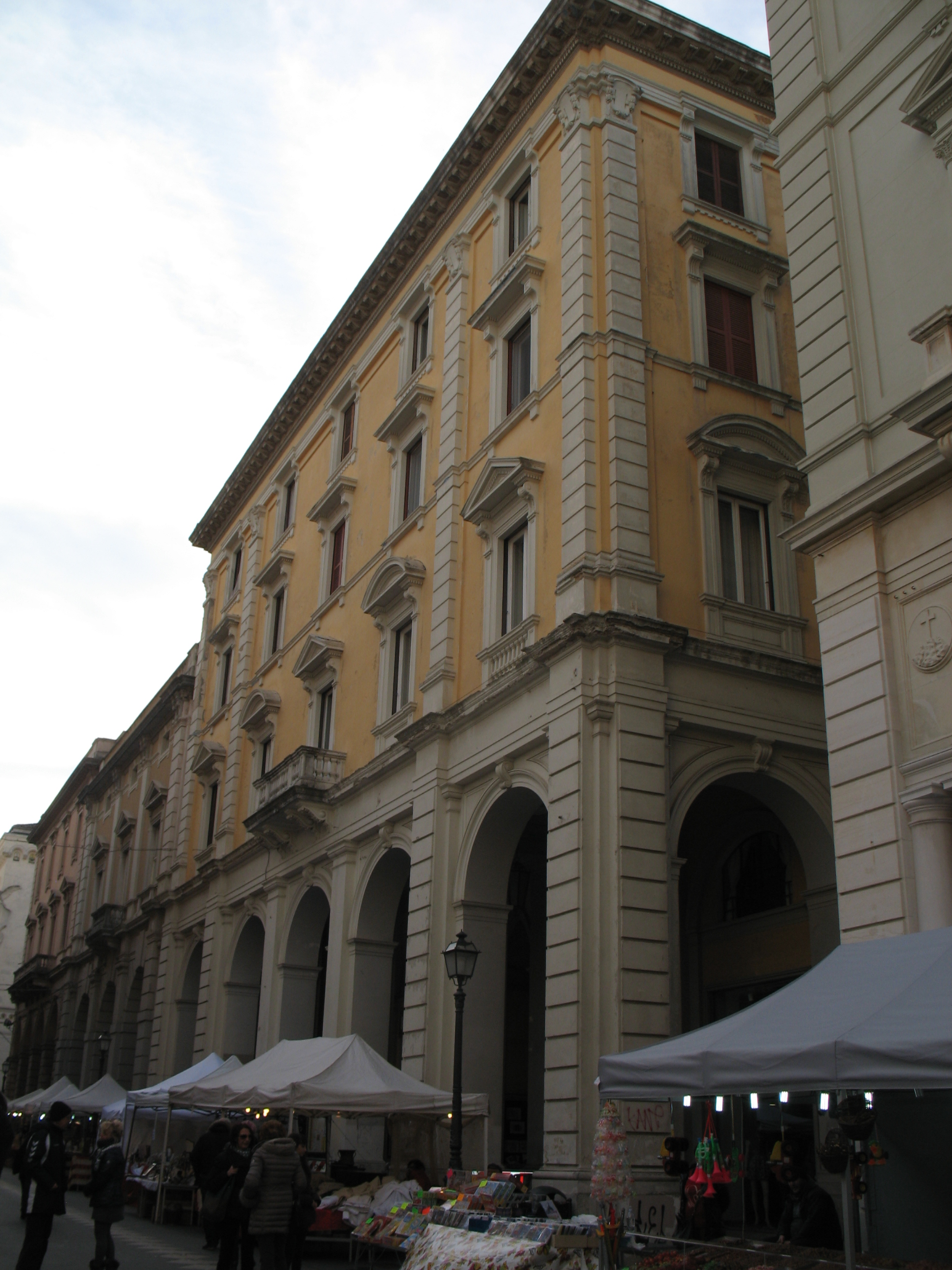
Palazzo De Felice

- Casa Mezzanotte "il Grattacielo": si trova nel rione Santa Maria, dietro la chiesa di Sant'Agata, appartenuto sempre alla famiglia alto borghese, che comparve a Chieti nella metà del XVIII secolo. Il palazzo occupa una porzione consistente del quartiere, affacciato sullo slargo di accesso, e sul semicerchio della strada che lambisce l'antico perimetro murario, ossia via Silvino Olivieri. Il palazzo ha impianto rettangolare curvato, che si innalza su tre grandi settori divisi da cornici, ad architettura composita, tanto da essere ritenuto uno dei palazzi più curiosi e affascinanti dell'Abruzzo: il lato via Olivieri è composto da un primo corpo aggettante rispetto agli settori, scandito da tre cornici marcapiano, con aperture a tutto sesto alla base per ospitare le botteghe, e due ordini di finestre semplici, e rivestimento dell'intera facciata in laterizio. Il secondo corpo è più retrocesso, molto simile per aspetto al primo corpo, con due ordini di finestre scanditi da paraste e cornicioni, le due ali laterali curvano verso l'interno delle mura in modo da formare una mezzaluna, la curvatura è molto più palese del piano base. L'ultimo settore occupa solo l'asse dell'avancorpo centrale del secondo blocco architettonico, diviso da cornice in due livelli, e in tre settori da doppie paraste verticali ioniche: l'avancorpo centrale termina con piccola cuspide rialzata architravata, e al suo fianco, nel centro del rettangolo, si innalza una torretta quadrangolare con ordine di tre monofore a tutto sesto per ciascuna facciata. Il palazzo internamente è stato sembrato in uffici, sedi di associazioni e appartamenti abitativi.
- Palazzo De Felice: posto accanto a Palazzo Croce sul Corso, fa parte del sistema di rifacimento delle strutture affacciate sulla strada maggiore, durante il risanamento del 1885. Il palazzo è in stile tipicamente tardo classico, con primo settore fasciato in bugnato e ricco di archi per i portici interni, e gli altri tre settori superiori, mostrano al primo piano le finestre con architrave a timpano binato, mentre le altre degli ultimi settori sono classiche e modeste. Le paraste angolari nel punto di terminazione nella sommità dell'edificio hanno capitelli compositi a rilievo.

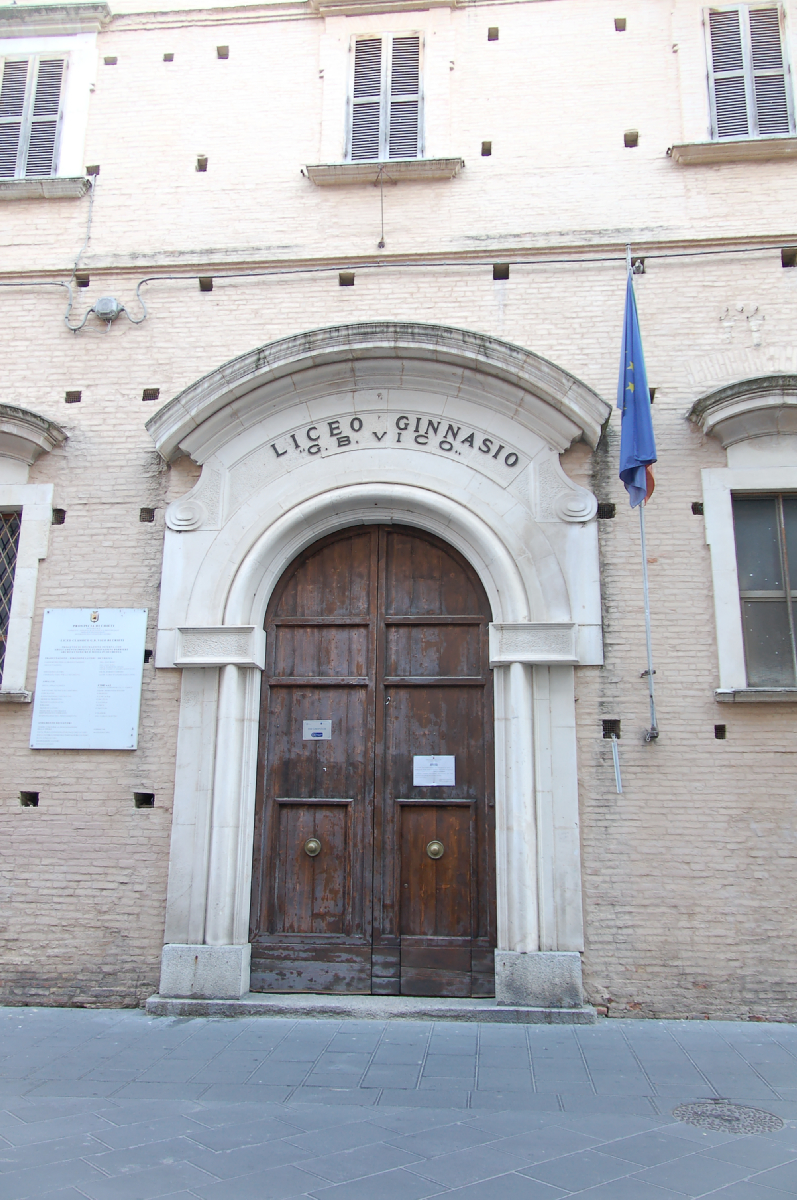
Ingresso al Liceo classico "G. B. Vico"

- Palazzo del Convitto Nazionale "Giovan Battista Vico": si trova accanto alla chiesa di San Domenico al Corso, attuale sede del Museo diocesano Teatino, del Convitto Nazionale "Giovan Battista Vico", e del liceo classico. Il palazzo risale al progetto del 1636 del nobile Francesco Vastavigna, che donò il palazzo ai Padri Scolopi, affinché vi fondassero le Scuole Pie di Chieti per l'educazione dei giovani. Oltre al rifacimento del palazzo, fu costruita una cappella del Collegio, che divenne successivamente la chiesa di Sant'Anna e oggi di San Domenico, nel 1822 l'istituzione divenne Real Collegio d'Abruzzo Citeriore, nel 1854 fu elevato a Regio Liceo dell'Ordine Universitario, con istituzione di insegnamento di materie giuridiche, chimico-farmaceutiche, medico-chirurgiche, scientifico-naturali e ovviamente classico-umanistiche. Nell'ottobre 1861 con l'annessione al nuovo Regno, la scuola divenne Real Convitto Nazionale "Giovan Battista Vico", con rettore Antonio Iocco, e nel 1908 il prestigio del liceo arrivò a tal livello da acquistare una villa presso Castellammare Adriatico (oggi Pescara nord) dove trasferire lo studio di alcune materie, e tale scuola oggi è l'Istituto Tecnico Statale "Tito Acerbo". Tra gli studenti del Vico ci furono Edoardo Scarfoglio, A. Camillo De Meis, Biase Anzellotti, Giovanni Chiarini, Filippo Masci, Costantino Barbella e Gabriele D'Annunzio. Il palazzo conserva l'aspetto sei-settecentesco, a pianta rettangolare, spezzata nel chiostro interno, con chiostro porticato. Esternamente un doppio ordine di finestre fa intendere che il palazzo è a due piani, e due sono gli ingressi maggiori con cornice rococò.
- Palazzo ex Istituto "San Camillo de Lellis": fu costruito nella seconda metà dell'Ottocento, e si trova sul Corso, dietro il Palazzo della Camera di Commercio, come ospedale e casa di cura e istruzione degli orfani, da parte delle Suore Camilliane. Nel 1972 l'istituto fu soppresso, ma venne riconvertito in fondazione affinché il palazzo non cadesse in abbandono e nel dimenticatoio, insieme all'operato secolare delle suore. Il palazzo oggi si presenta come un'elegante struttura di metà Ottocento, con tracce di neorinascimento nella prima fascia del pianterreno trattata a bugnato, gli altri tre settori hanno ordini di finestre, di cui quello del primo piano ad architravi con timpano binato curvo-triangolare, e trattandosi di due edifici accorpati, al punto di cesura della parasta verticale, due grandi balconate occupano quattro finestre di ciascun corpo di fabbrica.

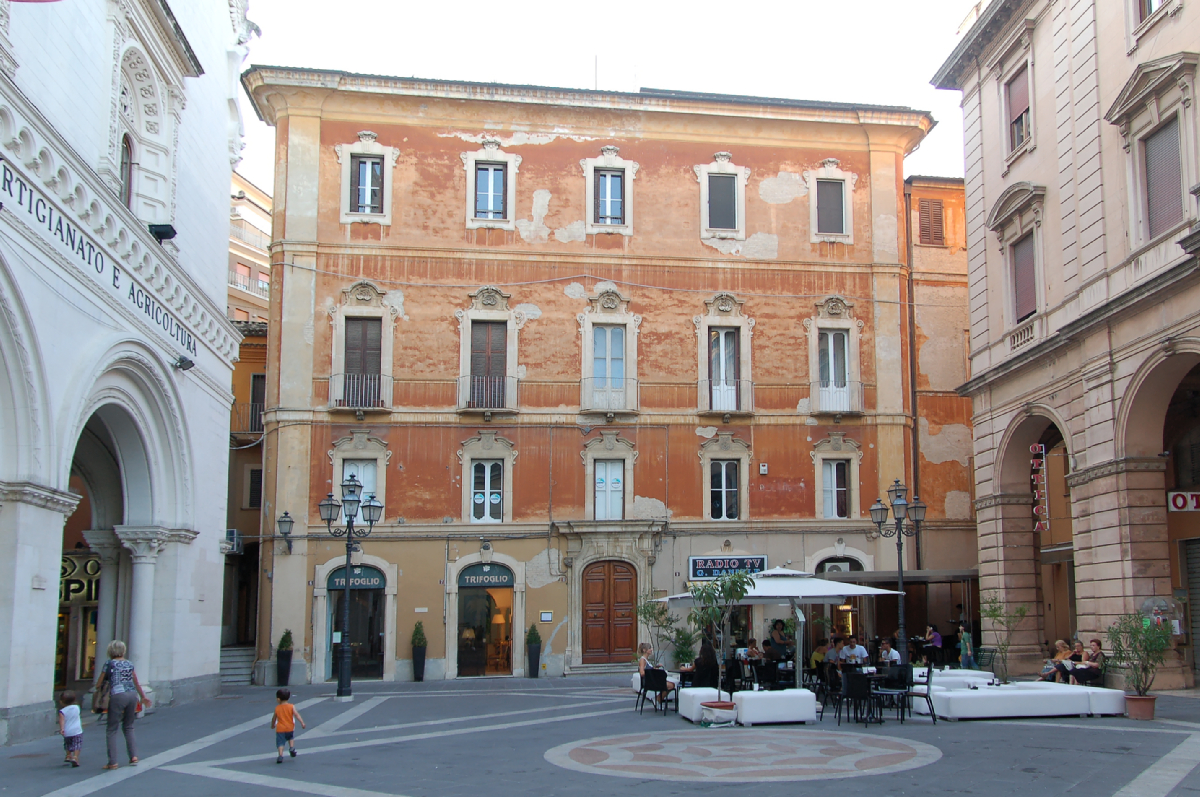
Palazzo Fasoli prima del restauro del 2018

- Palazzo Fasoli: affacciato su Piazzale Vico insieme al Palazzo della Camera di Commercio, è uno degli edifici di rappresentanza delle famiglie alto borghesi di Chieti, costruito nel XVIII secolo, restaurato negli anni '30 e in modo definitivo con nuova pittura dell'esterno nel 2018. Composto da quattro ordini divisi da cornici, con piano terra ad archi stondati, il palazzo ha tre ordini di finestroni con rilievi in cornice rococò, che si inseriscono nel generale contesto della facciata, dipinta in rosso pompeiano, e ora in rosso più chiaro. Fu costruito dai Fasoli, originari di Chieti, che prima stavano in uno stabile in via Pollione.

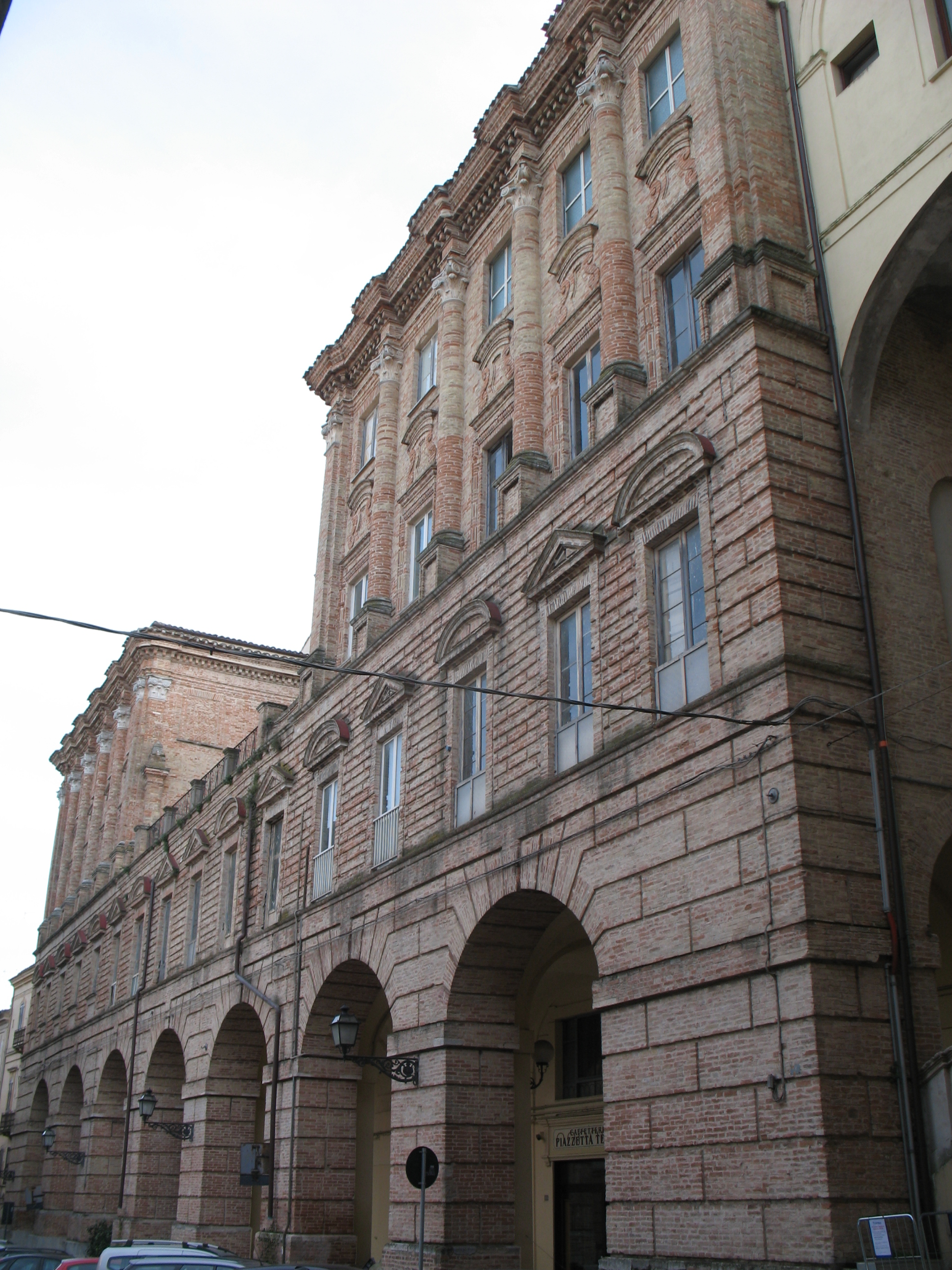
Seminario diocesano

- Seminario Diocesano: si trova all'incrocio del Corso Marrucino con via Arniense, Venne edificato nel 1568 da Monsignor Gianni Oliva, e ampliato nel XVIII secolo. Esterno completamente in laterizio con inserti in pietra nelle grandi semicolonne e alla base dei pilastri del porticato; sulla facciata prospiciente Piazzetta Zuccarini, mostra due importanti avancorpi laterali, ornati di cornicione curvilineo barocco, divisi da un grande terrazzo. All'interno si accede da un grande scalone, si trovano gli uffici, le aule, e una cappella settecentesca con teatro a esedra intitolato ad Alessandro Manzoni, mentre un altro accesso sulla destra mediante scala consente il passaggio alla Cappella della Compagnia del Sacro Monte di Morti, che organizza la processione del Venerdì Santo in città.
- Villa Nolli - Pontificio Seminario Regionale "San Pio X" d'Abruzzo e Molise: si trova all'ingresso della villa comunale dal viale IV Novembre, edificato sopra la Villa Nolli. Nel 1908 l'Episcopato abruzzese insieme al Visitatore apostolico Monsignor Anselmo Pecci arcivescovo di Acerenza e Matera, tenne una riunione sul problema dell'accentramento dei Seminari, e si convenne che il seminario di Chieti avrebbe ospitato i seminaristi di Lanciano, Ortona, Teramo Penne e Atri, mentre a L'Aquila sarebbero andati i seminaristi di Sulmona e Avezzano. Il primo rettore fu il Padre Domenico Andrei, dal 1908 al 1917.

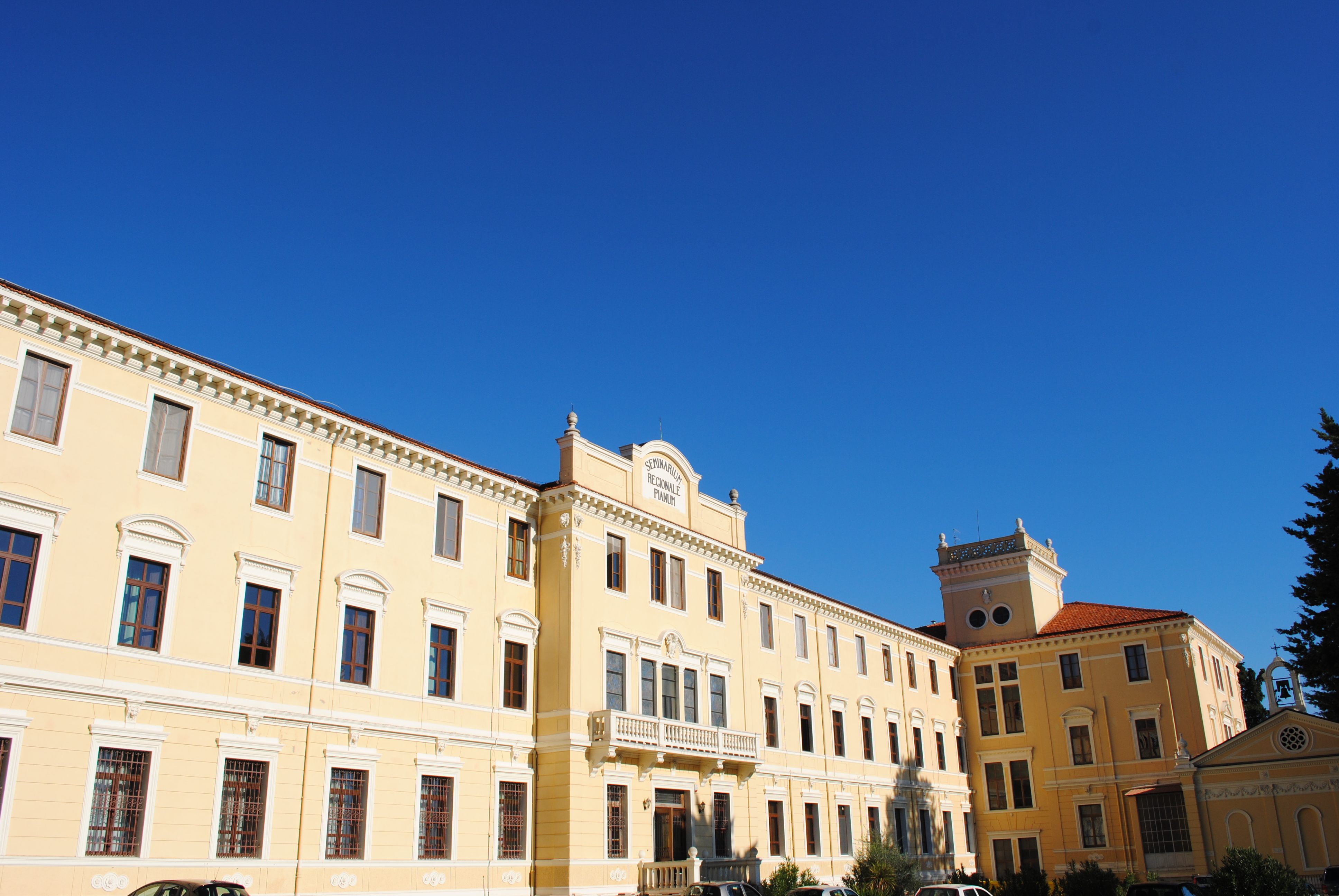
Facciata del Seminario

Nel 1909 si pubblicò il bando del progetto di costruzione, per mezzo del Cavalier Giovanni Battista Della Marina e dell'ingegner Di Virgilio, i lavori ci furono dal 1911 al 1914 presso Villa Nolli, che conserva ancora l'aspetto in stile ottocentesco, con le dovute modifiche e allungamenti di diversi corpi di fabbrica delle sale dei Rettori e degli alunni. Di interesse è la biblioteca con 35.000 volumi a stampa e periodici attinenti alla Sacra Scrittura, alla Teologia, Diritto Canonico, Liturgia, Patristica, Storia della Chiesa; ci sono anche i volumi dell'Istituto Teologico Abruzzese-Molisano "Pianum", con altrettante riviste, mentre nella grande sala di letture ci sono volumi antecedenti il 1831.
- Palazzo De Sterlich: presso la Piazza De Laurentiis, struttura settecentesca costruita dai marchesi di Cermignano, con cui i Valignani ebbero rapporti feudali. Interessante la corte interna e l'ingresso a ciottoli.

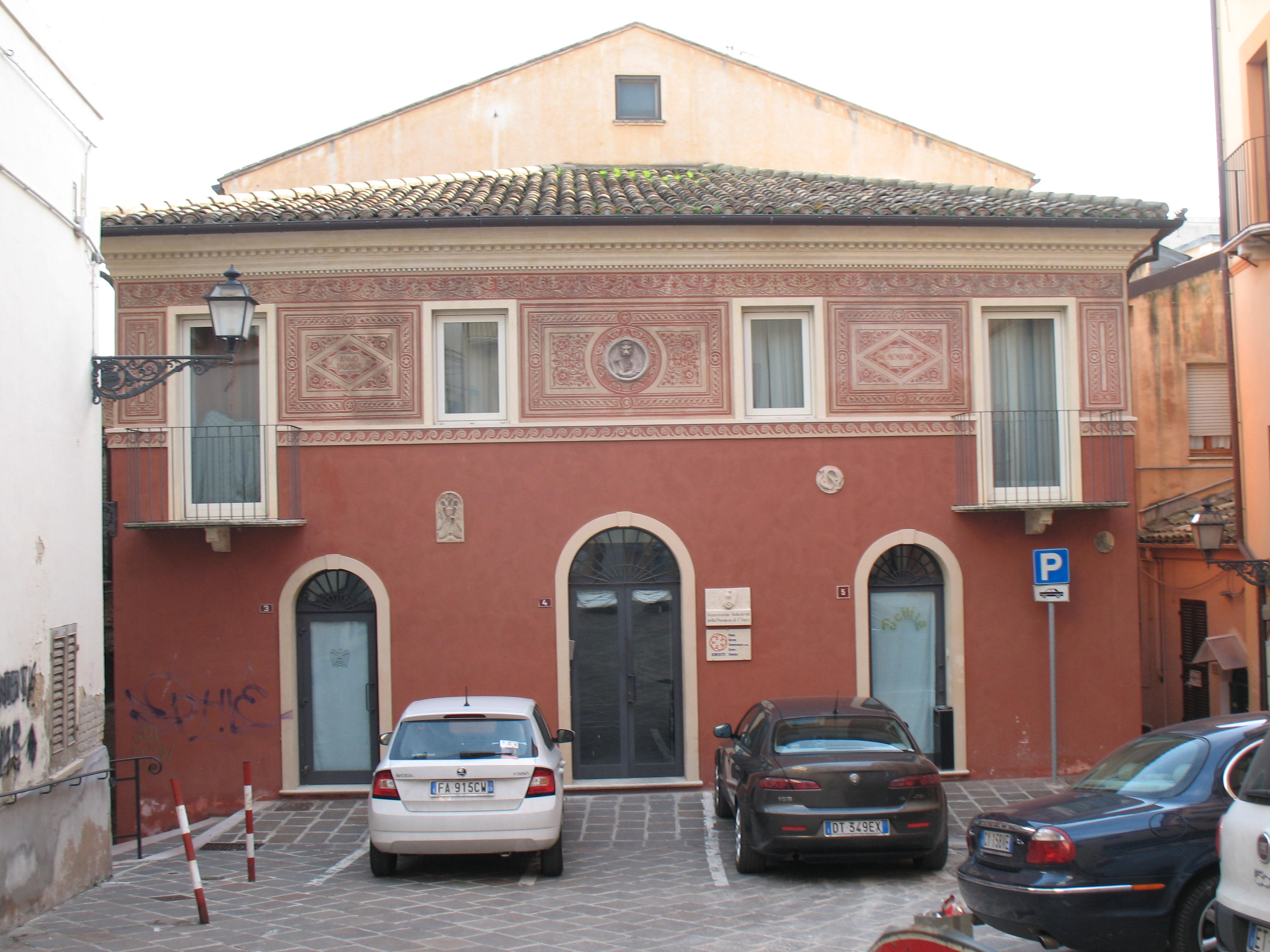
Palazzo Veneziani

- Palazzetto Veneziani: in Largo Teatro Vecchio, fino alla metà del Settecento era lo storico teatro di Chieti, appartenente ad Anna Maria Fasolo, che lo eresse nel 1750, nel 1771 vi su rappresentato "Il geloso in cimento" di Paolo Anfossi, mentre una piantina del 1790 permette di ricostruire l'antica struttura, che aveva tre ordini di palchi per circa 200 posti. Quando nel 1818 venne edificato il nuovo Teatro San Ferdinando, poi Marrucino, il teatro vecchio fu adibito a scuola, poi in residenza, e in distretto militare, per passare definitivamente nel Novecento al Consorzio Agrario di Chieti. Il palazzetto è divenuto successivamente un simbolo per la storia di Chieti, quando nel 1915 l'Italia entrò in guerra contro l'Austria. La città di Venezia subì incursioni aeree austriache, e molti sfollati si riversarono in Italia, venendo accolti anche a Chieti, per un totale di 4000 veneziani calcolati in Abruzzo. Al termine della guerra i veneziani, in segno di gratitudine, donarono alla città una copia del bassorilievo del leone di San Marco, opera di Annibale De Lotto, sfollato anch'egli a Chieti, a cui aggiunse l'aureola e la spada. Il fregio si trova sulla piccola facciata, inserito in una cornice dipinta a motivi vegetali.

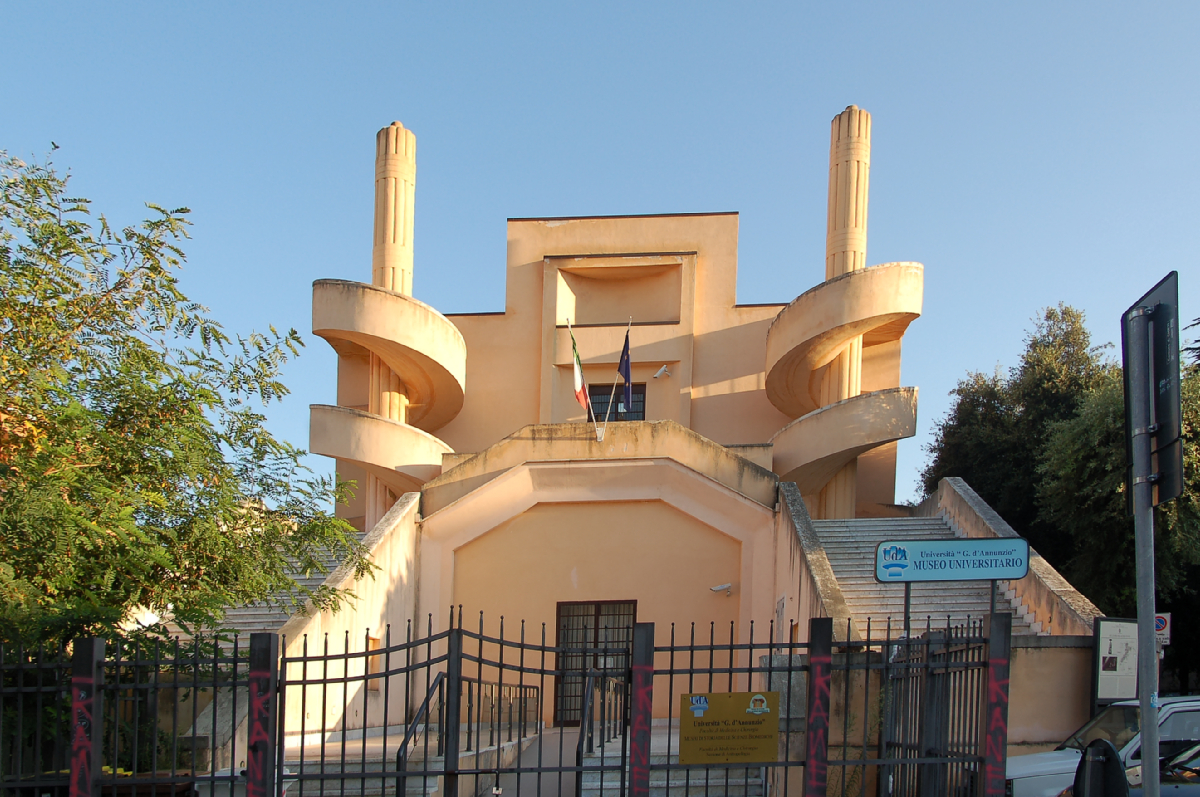
Palazzo OND

- Palazzo Ex Opera Nazionale Dopolavoro e Museo Universitario di Scienze Biomediche: si trova in Piazza Trento e Trieste, costruzione in stile razionalista opera di Camillo Guerra, realizzata intorno al 1934 sopra gli storici bagni pubblici della villa comunale, che erano in stile neoclassico, e risulta il simbolo del fascismo a Chieti quanto a costruzioni a carattere civile. Il palazzo fu sede dell'Opera Nazionale del Dopolavoro, successivamente fu cinematografo, e dopo l'abbandono, divenne sede del Museo delle scienze biomediche dell'Università "Gabriele d'Annunzio" negli anni '90. Ha doppia scalinata monumentale, e le scale a chioccola si torcono intorno al profilo svettante di due enormi fasci littori laterali, simboli del regime.

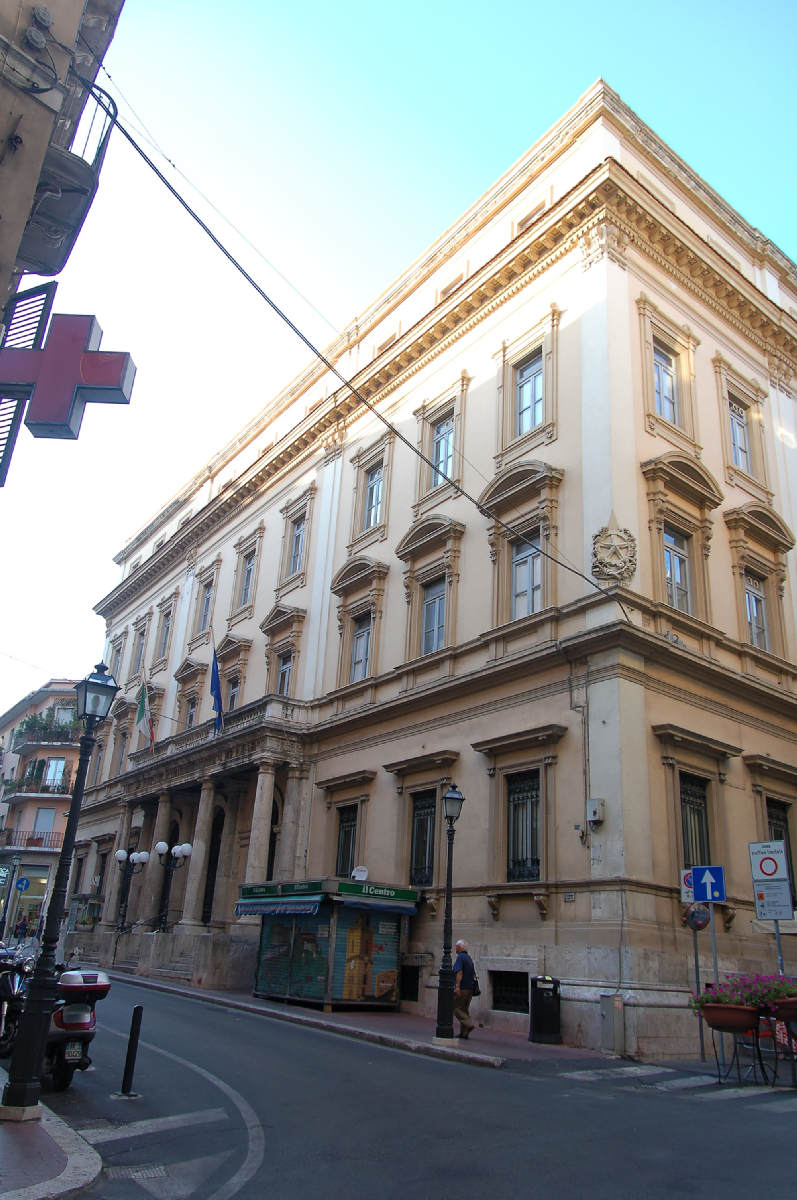
Palazzo delle Poste

- Palazzo delle Regie Poste e Telegrafi: si trova in via Fratelli Spaventa, traversa del Corso Marrucino. Nel 1920 l'ingegner Beniamino Angelozzi lo progettò nell'ambito del piano di risanamento del quartiere San Paolo, i cui lavori di scavo archeologico, rallentarono l'esecuzione del progetto, completato nel 1930. Il palazzo ha al primo piano il salone delle adunanze, che si affaccia sulla balconata centrale della facciata, gli uffici dell'amministrazione anche, mentre il secondo piano è occupato dalla sala delle macchine telegrafiche. Il palazzo ha uno stile classicheggiante pseudo ottocentesco, con paraste angolari che terminano a capitello a forma di ruota dentata, simbolo del lavoro, mentre la facciata è scandita da colonne a capitello ionico, che reggono il grande balcone.

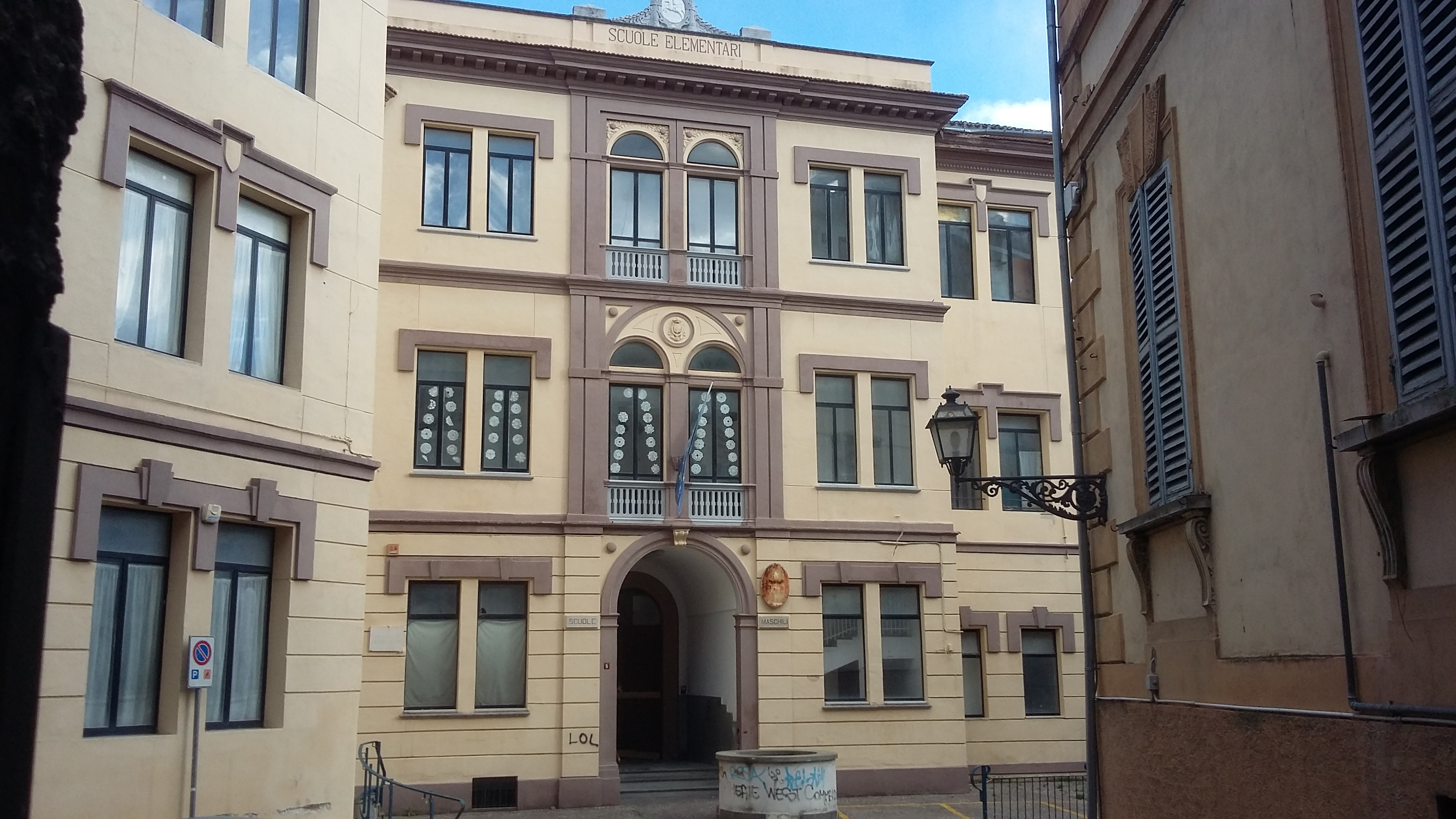
Scuole Nolli

- Biblioteca provinciale "A. Camillo de Meis": fu costruita tra il 1924 e il 1936 presso il rione San Paolo, demolendo delle case civili, e oggi si affaccia su Piazza Tempietti Romani. Nel 2005 un cedimento del terreno, ha fatto sì che la biblioteca fosse chiusa e trasferita presso i locali del Theate Center in viale Majella, in vista di lavori di rifacimenti, che però sono andati molto a rilento, con il primo appalto del 2007, e il successivo del 2015-16. L'edificio è in stile razionalista, con facciata a ventaglio che si apre verso la piazza, e locali interni, accessibili da un chiostro, semi-demolito. A contraddistinguere la biblioteca è una grande torre littoria a finestre.
- Scuole elementari Nolli: si trovano in Piazza De Laurentiis, e sono un complesso realizzato alla fine dell'Ottocento quando la famiglia nobile concesse il proprio palazzo per essere adattato a plesso scolastico elementare e di secondo grado. Le scuole oggi sono riunite in un istituto comprensivo distaccato e più moderno, e l'edificio è in attesa di nuovo utilizzo. L'aspetto è quello sobrio dei palazzi umbertini, scandito da cornici in tre livelli, con ordine regolare di finestre, mentre solo l'avancorpo centrale scandito da paraste ha finestre bifore a tutto sesto, e cornice sommitale a fregi floreali e vegetali, con l'iscrizione SCUOLE ELEMENTARI.
- Caserma militare Tenente "Francesco Spinucci": è stata realizzata nella seconda metà dell'Ottocento, intitolata a Vittorio Emanuele II, e poi a Francesco Spinucci (1915-1940), ufficiale decorato della Medaglia d'oro al Valor Militare. Dal 1967 al 2005 fu sede del Distretto Militare N. 9, e dal 2005 sede del Centro Documentale di Chieti dell'Esercito Italiano. Il palazzo si affaccia su Piazza Garibaldi fuori Porta Sant'Anna, ha un aspetto di palazzetto a castello in stile neogotico, dai cui bracci laterali partono delle mura che compongono un piano quadrangolare con torrioni angolari, la cui area è adibita a piazza d'armi. Il palazzetto principale che si affaccia sulla piazza è diviso in tre settori da cornici, mentre agli angoli dei corpi di fabbrica lievemente aggettanti compongono delle torri che richiamano quelle dei castelli medievali, terminanti con merlature, così come la torre centrale che si erge sopra il tetto del palazzo, che ospita l'orologio. L'ordine delle finestre è a bifore gotiche, tranne le aperture del lato di base. Lo stesso modello gotico è ripreso dalle finestre delle due ali laterali della caserma, con sulla sommità del tetto beccatelli e archetti pensili, in ripresa del modello dei castelli aragonesi.
- Scuole elementari Sant'Anna: si trovano all'imbocco di via Arniense da Piazza Garibaldi, e sono state edificate negli anni '10-'20 del Novecento, sopra case civili. Il grande complesso ha pianta rettangolare, con quattro avancorpi angolari leggermente aggettanti, e fasciati in bugnato liscio bianco, in contrasto col colore rosso dell'esterno. Suddiviso in tre settori da cornicioni, con ordine regolare di finestre, il palazzo è stato realizzato nel tipico stile sobrio degli istituti di studio dell'era umbertina, e di interesse, sulle sommità degli avancorpi angolari sopra la trabeazione sorretta da mensoline, ci sono dei fregi a foglia.

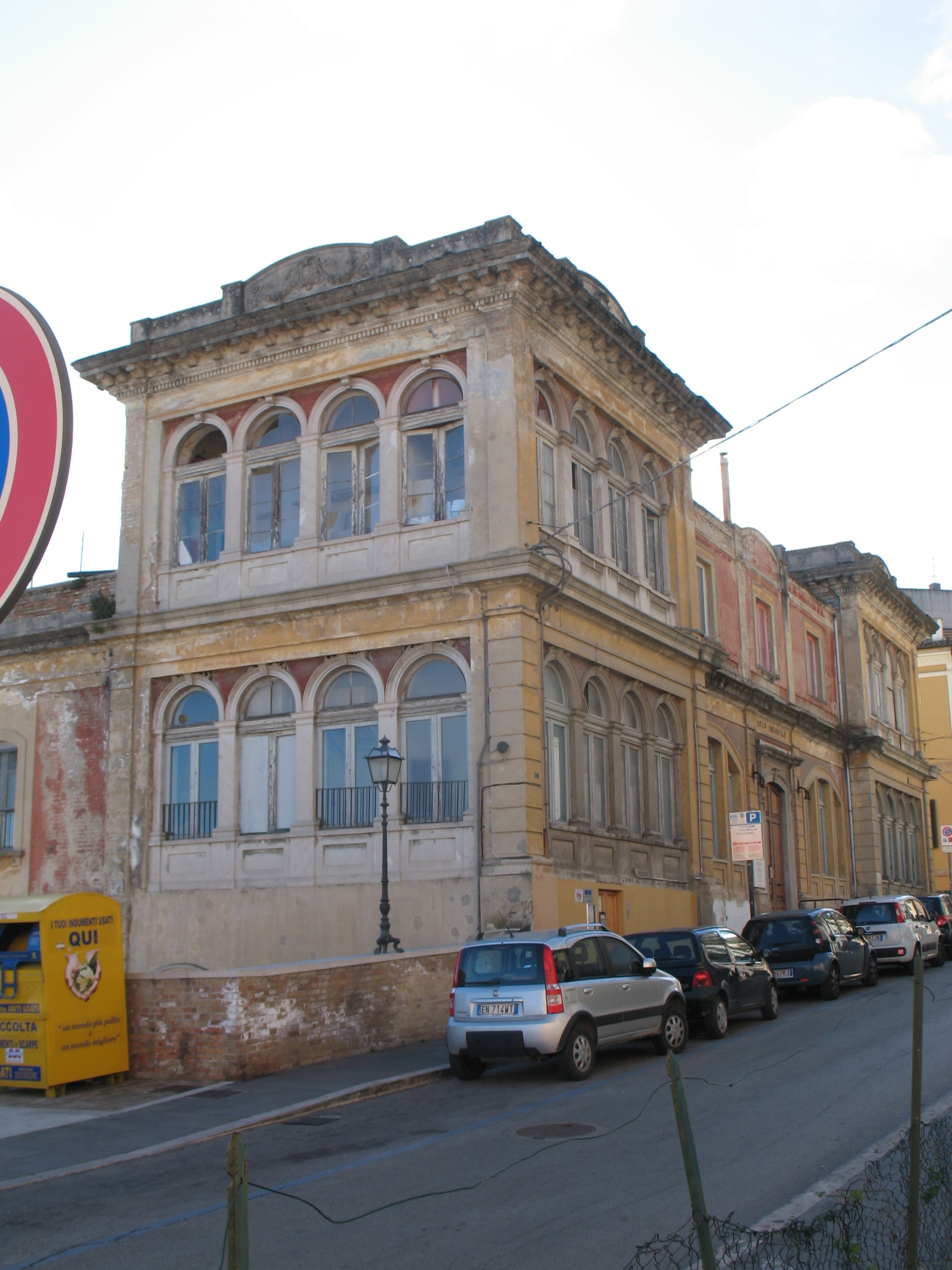
L'Asilo Principessa di Piemonte

- Asilo infantile "Principessa di Piemonte": si trova su via Principessa di Piemonte in direzione della chiesa di Materdomini dal piazzale Trento e Trieste, ed è la costruzione riservata a fini educativi più bella della città dal punto di vista architettonico e stilistico. Fu costruita negli anni '20, donata da nobili di Chieti, nel 1940 vi fece visita l'Ispettore Generale Roberto Falcone del Ministero dell'Interno perché l'istituto ospitasse alcuni internati, prigionieri politici ed ebrei. In tutto i prigionieri furono 200, di nazionalità inglese e francese, per lo più dissidenti politici e sovversivi, che vennero poi trasferiti nella Caserma Rebeggiani a Chieti Scalo, affinché il 10 novembre dello stesso anno gli alunni tornassero nella scuola. L'asilo fu gestito dalle suore dell'Ordine Ancelle dell'Incarnazione, e dopo che le monache vennero trasferite, iniziò un periodo di abbandono per il plesso.
Nel 2008 fu presentato un progetto di ristrutturazione, ma non venne approvato, e vennero apportati solo interventi marginali affinché se ne scongiurasse il crollo, e siccome solo i locali al piano terra sono agibili, l'asilo ospita un ristretto gruppo di studenti di famiglie alto borghesi di Chieti. Il plesso è di interessante stile eclettico liberty, con due avancorpi laterali a pianta quadrangolare, che si raccordano con un terzo fabbricato che costituisce la parte centrale e l'accesso dell'asilo. Le cornici e gli architravi sono semplici, tranne quelle della sommità, ornate da festoni e motivi vegetali, le torri angolari sono fasciate a bugnato negli spigoli, e suddivise in settori da cornici con ordine di finestre a tutto sesto.

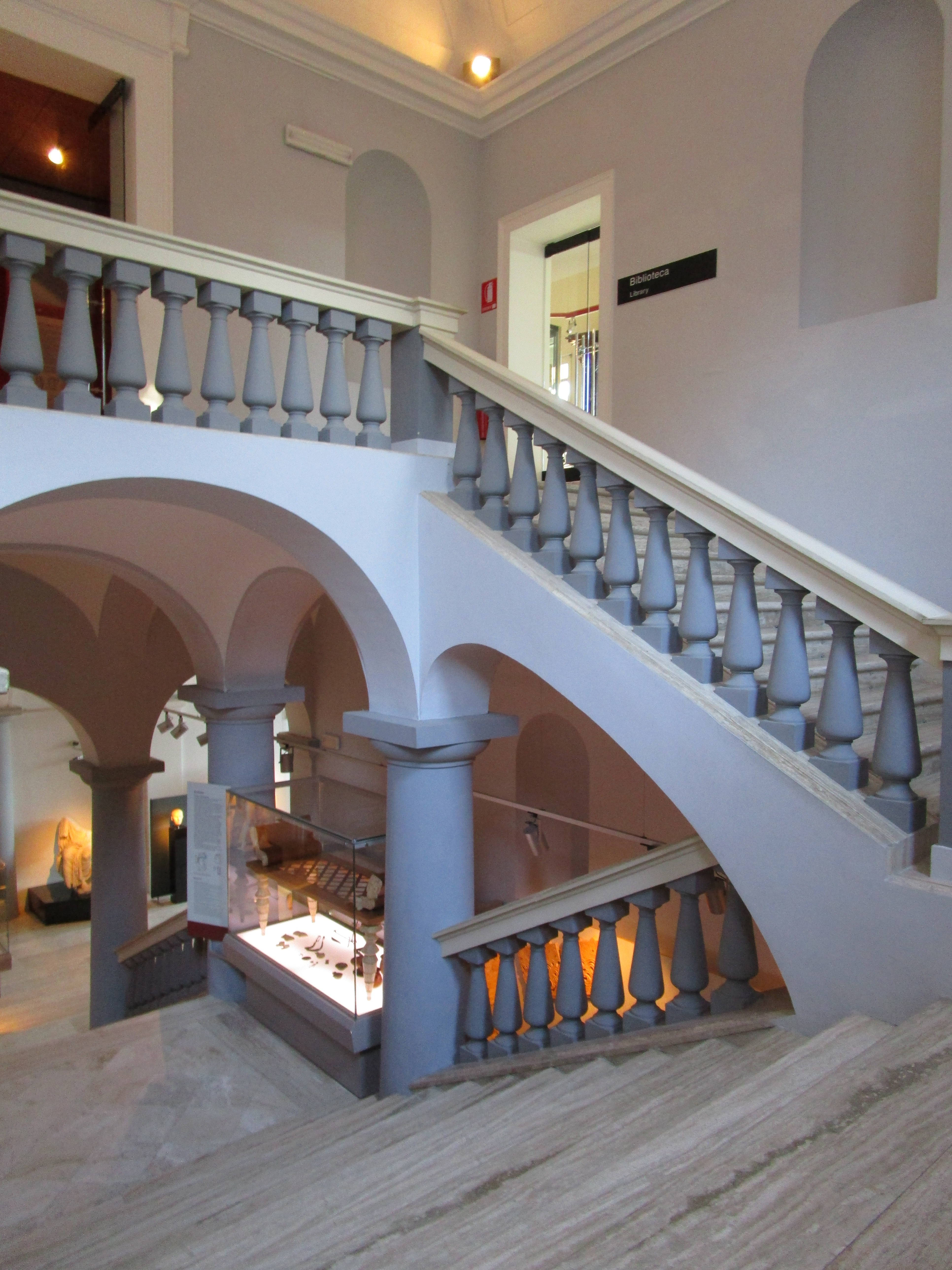
Scalinata del Museo Archeologico Nazionale di Villa Frigerj

- Villa Frigerj - Sede Museo Archeologico Nazionale d'Abruzzo: si trova nel cuore della villa comunale, risalente al 1854, di proprietà del Barone Ferrante Frigerj, nel 1865 ospitò la Regia Scuola Professionale per Geometri "Ferdinando Gagliani", nel 1959 la prima collezione del Museo archeologico d'Abruzzo. Negli anni '20 venne rifatta secondo i dettami dello stile neoclassico, ed ospitò il Real Convitto Tecnico Commerciale, poi la raccolta archeologica del Barone, convertita poi negli anni '80 del Novecento in Museo Archeologico Nazionale della Regione. La raccolta è stata allestita nel 1959, con opere d'arte italica e romana rinvenute negli scavi regionali, di interesse la statuetta votiva di Ercole a riposo trovata a Sulmona (I sec. a.C.), opere di Alba Fucens come la testa di Agrippina, la statua del Guerriero di Capestrano del VI sec. a.C., e bronzetti, triclini, gioielli, armi da guerra, una raccolta di monete di 15000 pezzi.
- Ex ospedale militare del convento di Sant'Andrea: il convento risale al XV secolo, sorto a sud della città, nell'area della villa comunale. Nel 1809 fu soppresso e trasformato in ospedale militare dei francesi, poi dopo l'Unità la caserma fu intitolata ad "Achille Bucciante", e mantenne tale funzione sino alla fine degli XX secolo. La struttura ha un aspetto tardo ottocentesco, con pochi elementi decorativi data la funzione che doveva ricoprire la nuova costruzione, ed elementi del convento sono visibili solo in alcuni corridoi ad archi, e nel chiostro centrale porticato. Da anni in abbandono, un progetto della Provincia prevede che la caserma ospiti la nuova Biblioteca provinciale De Meis.

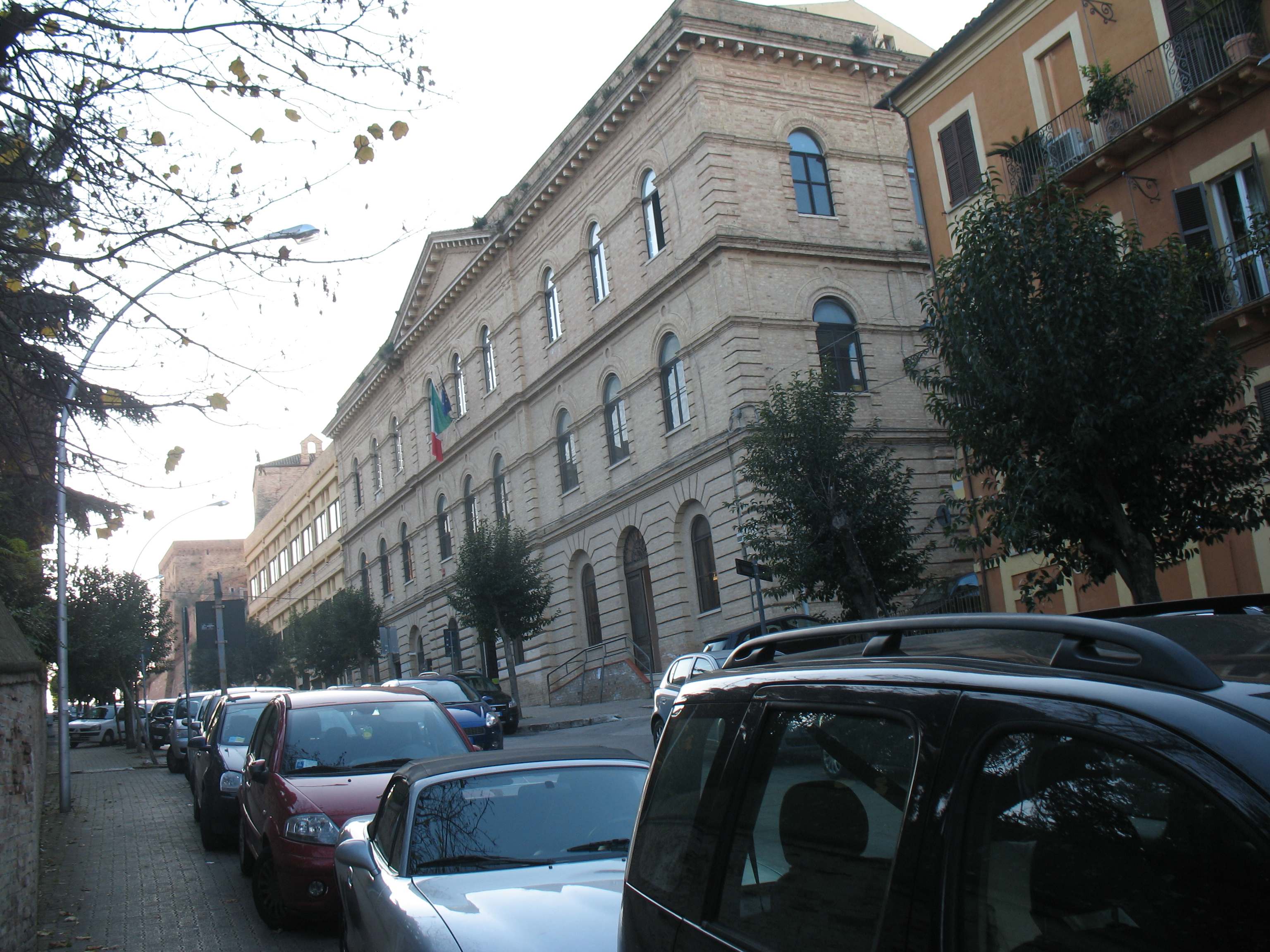
Liceo scientifico "F. Masci"

- Regio Liceo Scientifico "Filippo Masci": fu costruito nel rione della Civitella nella metà dell'Ottocento, rilevando strutture appartenenti ai Monaci Celestini e Carmelitani della chiesa di Santa Maria in Civitellis. Il palazzo ha pianta rettangolare, fasciato in bugnato e laterizio, scandito da cornici e paraste, con ordine semplice di finestre.
- Istituto Superiore tecnico commerciale "Luigi di Savoia": sorge nel rione Sacro Cuore o Sant'Anna, lungo via Caetani-d'Aragona. L'istituzione nacque nel 1879 ufficialmente, anche se già dal 1866 era attivo, con preside il Cavalier Filandro Quarantotti. L'istituto fu inaugurato come scuola pubblica alle classi di alunni di cedo medio e basso nel 1880, affidata in gestione a Torquato Scaraviglia, pittore e architetto, con due sezioni: la maschile articolata in sette specializzazioni, e quella femminile dedicata al disegno e alla tappezzeria. Nel 1888 la Camera di Commercio su proposta dell'ingegner Mammarella approvò il progetto di realizzazione di una nuova scuola, poiché il numero degli alunni aumentava da 52 unità nel 1896 a 160 nel 1912. La nuova sede venne inaugurata nel 1929, affacciata su via Alessandro Valignani, nel 1931 vennero istituiti i corsi liberi dell'istituto, e il riconoscimento ufficiale arrivò nel 1926, quando la scuola divenne "regia", con specializzazioni in chimica, elettrotecnica, meccanica. Nel 1983 nacque la specializzazione in informatica, con laboratorio e macchinari appositi, nel 2004 la scuola divenne Istituto d'Istruzione Superiore, e nel 2012 venne aggiunto il nuovo corso di logistica. Il palazzo dell'istituto ha la facciata storica su via Valignani, mentre la nuova costruzione degli anni '50 si affaccia su via Gaetani-D'Aragona. La facciata storica è in stile littorio, anche se prevalgono ancora i classicismi dell'arco delle finestre, e della resa delle cornici, con in cima in posizione centrale l'aquila del regime. La facciata nuova fa parte di un nuovo grande corpo di fabbrica rettangolare in laterizio, con ordine schematico di aperture, e ingresso monumentale scandito  da un piccolo avancorpo aggettante poggiante su doppie semicolonne, con architrave fregiata dell'iscrizione indicativa.
- Palazzo del Genio Civile: sorge tra via Asinio Herio e via dei Vezii, si tratta di una costruzione dei primi anni '40, a pianta rettangolare irregolare, con di interesse soltanto il gruppo di bassorilievo nella lunetta del portale, in chiara arte di regime, che mostra operai al lavoro. Nei pressi del palazzo si trova anche il Grande Albergo "Abruzzo", edificato nello stesso stile razionalista.
- Palazzo Verlengia: si tratta di una moderna struttura edificata intorno al 1957 su Piazza Tempietti Romani, con la demolizione dello storico Palazzo Lanciano, una delle poche strutture palaziate di Chieti a conservare un loggiato superiore rinascimentale. La struttura nuova ha caratteri moderni sobri, e mal si trova nel contesto storico del piccolo rione San Gaetano, ridefinendo ormai con la sua mole lo skyline della città alta, visibile anche dallo Scalo.
- Palazzo dello studente: è un plesso articolato situato nella villa comunale. Costruito nella metà degli anni Trenta su progetto dell'architetto Caracciolo, è un plesso destinato all'attività culturale degli studenti, composto di una grande aula centrale in una costruzione cilindrica, a cui sono legati altri corpi di fabbrica che ospitano aule, e l'edificio della biblioteca. Il complesso da anni è abbandonato, e necessita di restauri e nuova destinazione d'uso.

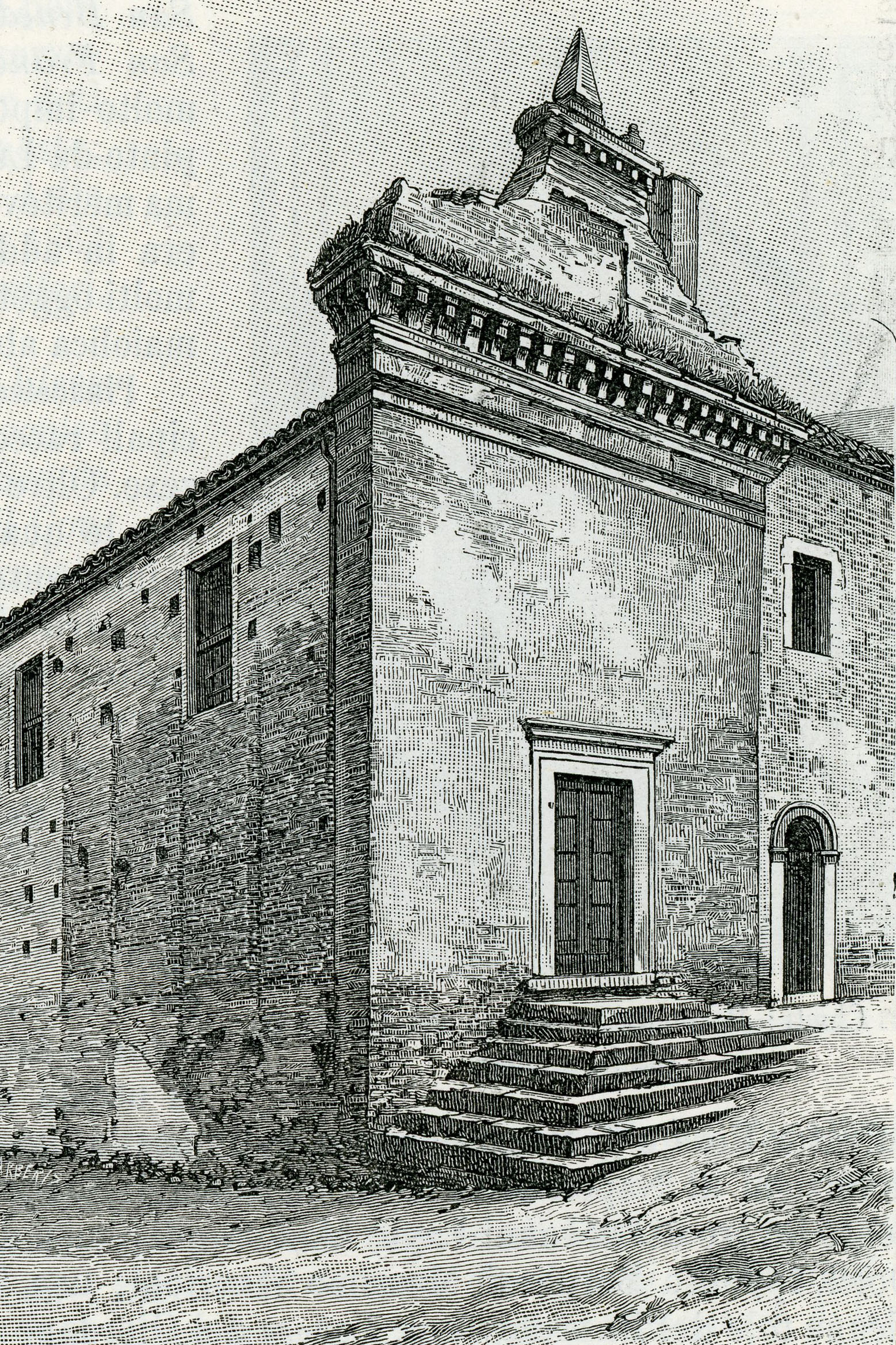
Tempio Maggiore, nell'incisione dove era ancora la chiesa dei Santi Pietro e Paolo

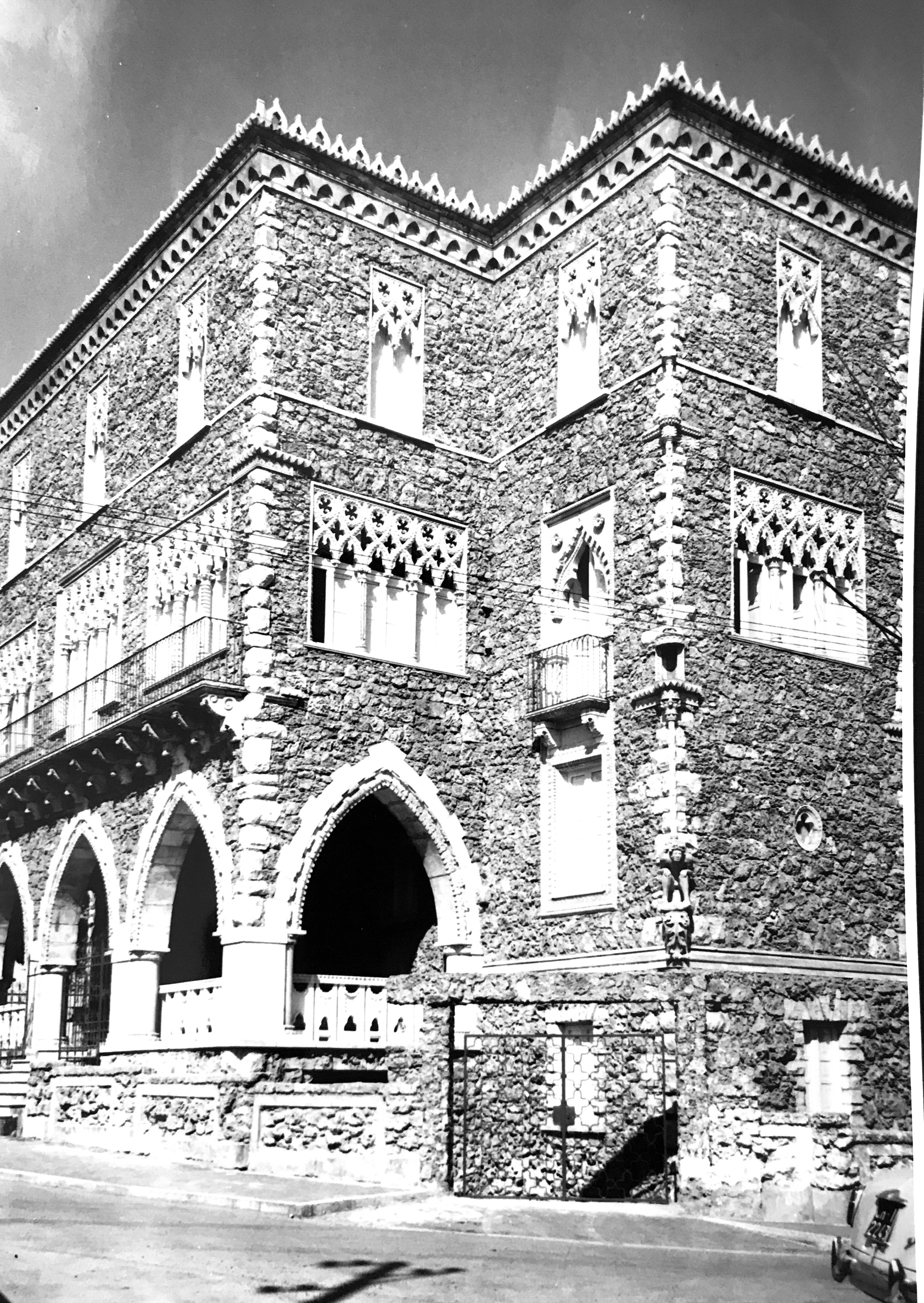
Casa Giuliante, Chieti

- Villino Giuliante: sorge nel rione del Borgo Marfisi, nella zona sud-ovest sotto la Civitella, lungo via Generale G. Salvatore Pianell. Fu eretto nel primissimo Novecento dall'architetto Pennese Felicetto Giuliante, che si distinse in Abruzzo per la sua interpretazione dello stile neogotico, restaurano anche il Duomo di Guardiagrele, la chiesa di Santa Chiara a Guardiagrele, e la chiesa dell'Assunta a Palombaro, rimodellando i caratteri dell'arte gotica abruzzese del XIII.XIV secolo. Il villino è un caso unico a Chieti, molto interessante nel suo genere, realizzato amalgamando lo stile neogotico al gusto moresco del liberty di Antoni Gaudí, ha pianta rettangolare, con l'avancorpo centrale aggettante, in modo da formare una sorta di T. La facciata alla base è decorata da tre archi a sesto acuto con cornici, ispirati al portico laterale del Duomo di Guardiagrele, sovrastati da un grande balcone che corre lungo tutta l'area, sorretto da mensoloni scolpiti a motivi fitomorfi e animaleschi, al livello centrale della facciata si aprono tre bucature con finestre ad archetti intrecciati son nei lobi delle minutissime rose a trapunta, tali archetti poggiano solo su due colonnine tortili, in modo da creare delle bifore sovrastate da questo motivo degli archetti pensili intrecciati, e lo stesso motivo ricorre nel secondo ordine di finestre superiore, che però sono più piccole delle altre.
- Palazzo De Riseis: posto con facciata sul Corso Marrucino e su Largo Barbella. Sul corso è prospiciente il Palazzo della Prefettura, e come gli altri palazzi tardo ottocenteschi in stile neoclassico, alla base è adornato da portici molto ampi e archi a tutto sesto con chiave di volta, e al di sopra del cornicione marcapiano, si trovano due livelli con ordine regolare di finestre,l dei quali quello del primo piano ha le bucature architravate con i timpani binati a triangolo e a semicerchio.
- Tempio dei Dioscuri - Ex chiesa di San Paolo: sorge nell'area dei tempietti nel piazzale del Colle San Paolo, dietro il Corso Marrucino. Si tratta dell'antico foro romano di Teate, poiché con la conquista nel II secolo a.C., l'antica area sacra venne spostata dal colle della Civitella più a valle, con la conseguente costruzione della via Tecta, delle cisterne, e dell'area sacra della Triade Capitolina. Dei tre templi, e del quarto coperto dal Palazzo delle Poste, si conserva perfettamente il tempio maggiore di Castore e Polluce, rifatto nell'opus reticulatum nell'epoca giulio-claudia, ossia nei primi anni dell'Impero romano (I secolo), anche perché nei primi anni del passaggio dei Longobardi a Chieti, tale tempio fu convertito a chiesa cristiana, dedicata ai Santi Pietro e Paolo Apostoli, e da qui il nome del rione di Colle San Paolo, che è stato quasi sventrato del tutto coi lavori del 1927-1936, quando la chiesa fu sconsacrata, e l'area venne riportata alla luce dalle preesistenti costruzioni medievali-settecentesche. L'ex chiesa conserva elementi cristiani al suo interno, ossia affreschi del XII-XIII secolo ritraenti i santi, il fregio e l'architrave a motivi ondulai è quasi sicuramente ascrivibile ai restauri della chiesa stessa, mentre la struttura di base, dove si legge l'opus reticulatum, è di epoca romana. L'impianto è rettangolare, con bucatura al centro e sul retro, rifacimenti cristiani, quando le aperture originarie vennero murate per esigenze del nuovo culto cattolico.

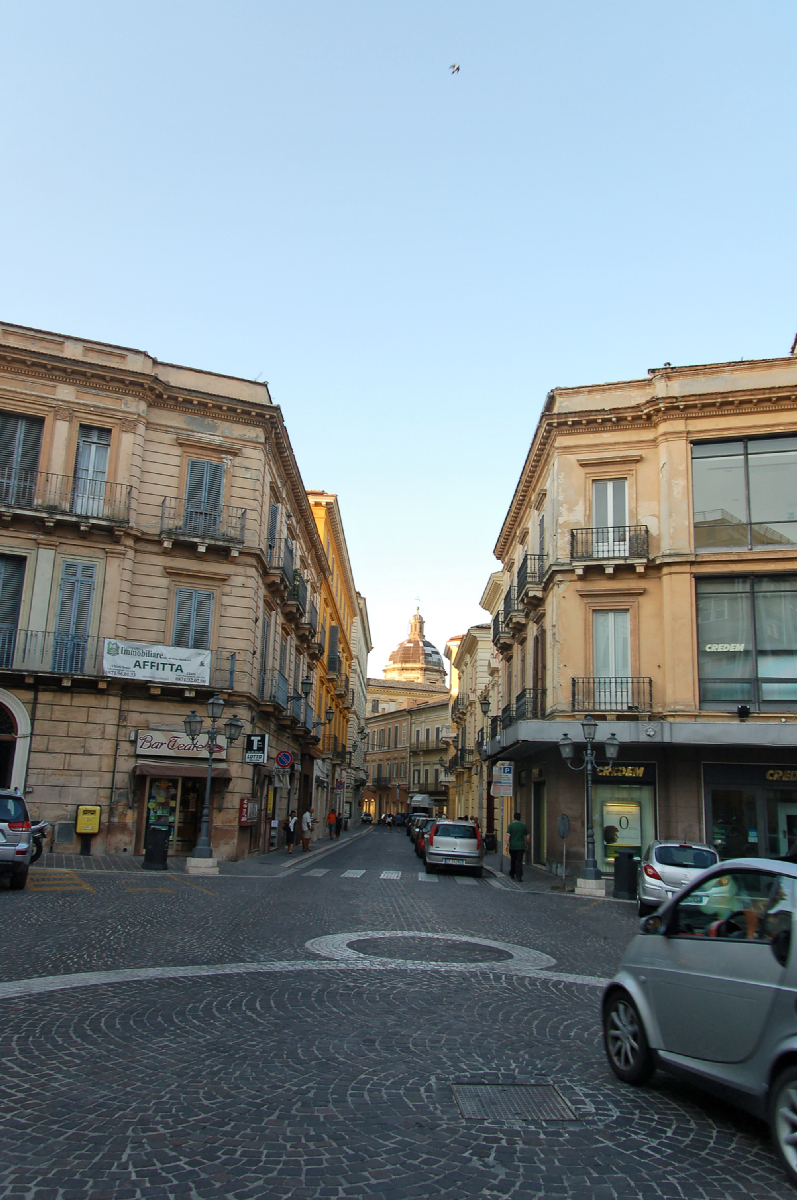
Piazza Valignani nel 2011

- Palazzi Francese-Desiderio: in Piazza Valignani, insieme compongono una quinta di accesso al secondo strato del Corso Marrucino che va a confluire nella via Toppi , intersecandosi con via Arniense. I palazzi sono stati realizzati nella seconda metà dell'Ottocento,modificati nei primi del 900 con la riqualificazione di Largo del pozzo (oggi appunto piazza Valignani), quello sulla sinistra di via Pollione è più interessante per lo stile, con avancorpo centrale leggermente aggettante, piano di base in bugnato, e altri due piani decorati da ordine di finestre, da paraste a semicolonna tortile nei lati dell'avancorpo centrale, con tre finestre per ciascun settore diviso orizzontalmente da cornici, inquadrate da coppia di paraste ioniche, e infine cornicione superiore a mensoline inginocchiate. L'altro palazzo delimitato dal corso e da via De Lollis, è più semplice, nell'architettura di facciata riprende il modello dell'altro, con l'avancorpo centrale aggettante, inquadrato da due paraste a semicolonna, ma senza l'ordine di finestre e le varie paraste neoclassiche, poiché ha due grandi vetrine per gli esercizi commerciali.
- Palazzo Marchionne: affacciato sul Corso, posto dietro Palazzo Fasoli e accanto al Palazzo Hernici, è stato edificato nella metà dell'Ottocento sopra una preesistente costruzione, dalla famiglia che dette i natali al celebre Sergio Marchionne. La costruzione ha un aspetto esterno assai semplice, in stile neoclassico ottocentesco alto borghese, con base fasciata in laterizio, con grandi aperture quadrate per gli esercizi commerciali, ad accezione del portale di accesso, a tutto sesto, inquadrato in una cornice.

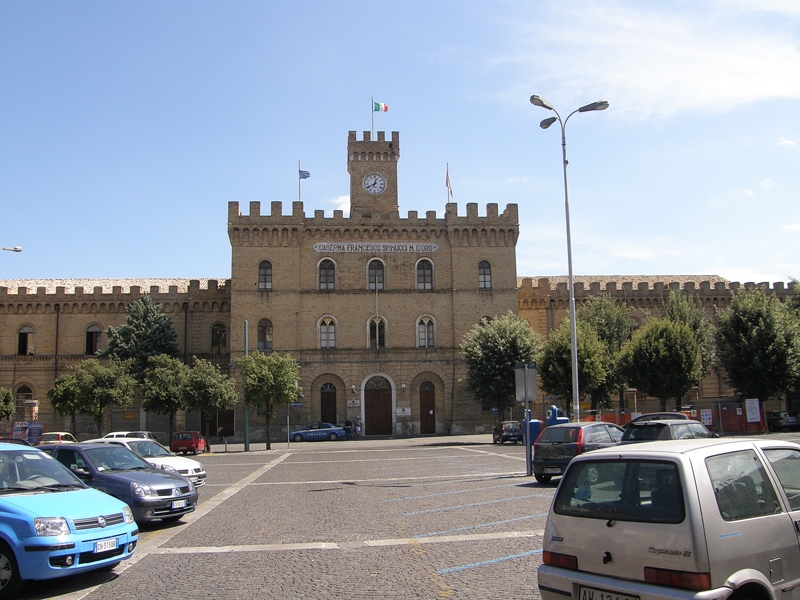
Caserma Spinucci

- Palazzo Tella: affacciato su via dello Zingaro (oggi via de Lollis), dopo Palazzo Martinetti Bianchi, all'incrocio con via Materdomini, è un edificio settecentesco, rifatto nei secoli successivi per accorpamento di più strutture, tanto da non avere una precisa planimetria, se non per la porzione rettangolare curvata leggermente che si affaccia sulla via, mentre il resto del blocco, che dall'altra parte prospetta su via Materdomini, è un agglomerato di varie case civili del sei-settecento. Si accede da una strozzatura di via De Lollis mediante piccolo cortile, stretto e irregolare a causa delle altre costruzioni che insistono contro il palazzo. Ospita alcuni uffici e la sede della Libreria "G. Bosio" dell'Arcidiocesi.
A poca distanza vi sorge anche il palazzo Turchi, elegante costruzione settecentesca, con l'ordine di finestre a punta di stella.
- Palazzo Principe Pignatelli: affacciato di fronte al palazzo precedente su via De Lollis, appartenne a Michele Pignatelli, come annotava lo storico teatino Girolamo Nicolino. la struttura è rettangolare, con alcuni corpi di fabbrica che si dipanano dal corpo principale, ed è nell'esterno nello stesso stile sobrio del Palazzo Tella.
- Palazzo De Lollis-Carusi: a fianco il Palazzo Henrici sulla destra, è il rifacimento tardo ottocentesco di un palazzo preesistente, e di interesse presenta la fasciatura a bugnato dell'esterno, presente soprattutto nella divisione verticale in paraste. L'ordine di finestre dei tre settori è regolare, il portale di accesso è un grande arco da cui si accede al chiostro porticato e allo scalone maggiore.
- Palazzo De Horatiis: a fianco il Palazzo Pignatelli, nella parte finale di via De Lollis, ha l'esterno neoclassico, intonacato di bianco e giallo canarino, con paraste bianche aggettanti, e cornice bianca con chiave di volta del portale centrale ad arco a tutto sesto. Rappresenta il tipico palazzo condominiale alla napoletana.
- Ex Caserma Pierantoni - Convento di Santa Maria: questo monastero, che dà il nome al quartiere di Santa Maria, era un convento del 1593 edificato sopra la chiesa di San Pietro, si trova alla fine di via Agostiniani su Largo Porta Santa Maria. Lì si trovava la porta delle mura che conduceva alla città dalla parte nord del rione Trivigliano, mentre l'altra era Porta Pescara, ancora oggi esistente. Il convento fu soppresso nel 1809 e vi fu installata la caserma, la chiesa venne smembrata, anche se oggi è riconoscibile la facciata, che era dotata di un portale a tutto sesto con oculo in asse, nel centro della facciata. La caserma ha impianto quadrato irregolare, aveva un orto murato all'interno, oggi piazzale del parcheggio degli inquilini dello stabile. Alcuni vani sono adibiti a sedi di associazioni e club, mentre altri sono vuoti, e vi sono vari progetti di fare dello stabile la Casa dello Studente dell'Università D'Annunzio.
- Palazzo De Sanctis Ricciardone: in via de Lollis, quasi alla confluenza in Piazza Malta, è di fattura molto elegante, unico esempio a Chieti di dimora gentilizia che si sviluppa su piano unico. La facciata si presenta ingentilita da un portale che fa corpo unico con il sovrastante balcone dalla inferriata ricurva, l'androne oggi oscuro per via dell'edificio liberty che ne occulta il passaggio dei raggi solari, ospita una cappella, e di fronte a questa si apre la vetrata che immette nell'appartamento nobile, sviluppato intorno a uno splendido scalone a due rampe, sovrastato da uno spezio ellittico a cupola. Il palazzo è oggi sede del Circolo degli Amici, circolo di antica istituzione, e all'interno si possono ammirare affreschi delle volte a botte e l'ampio salone riccamente affrescato. L'insieme dello stile è tardo settecentesco, dunque barocco e neoclassico.

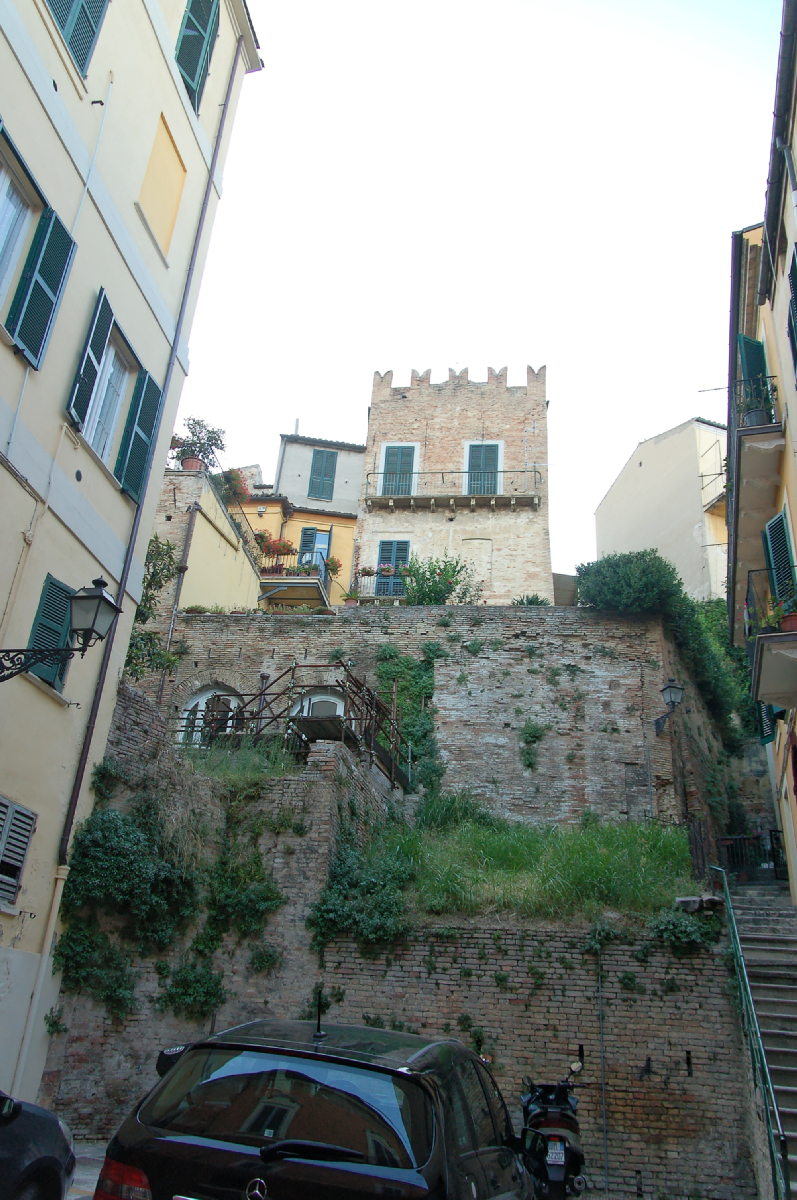
Casa turrita dei Valignani in via De Lollis

- Casa-torre Valignani: in via Cesare de Lollis, è l'esempio di come le antiche torri di guardia intra moenia fossero state, dal XVII-XVIII secolo in poi inglobate nelle case, poiché diversi sono gli esempi rintracciabili nel centro storico, di torri a base quadrata o circolare, accorpate in palazzi residenziali. La torre dei Valignani è il terzo esempio di torre di guardia, successivamente adibita a residenza senza che l'impianto venisse pesantemente manomesso, è irregolare, con base a scarpa e bastioni,e due aperture sul lato della via, e decorazione della sommità a beccatelli, il che riconduce alla sua edificazione nel XV-XVI secolo.

## Palazzi di Chieti Scalo e contrade

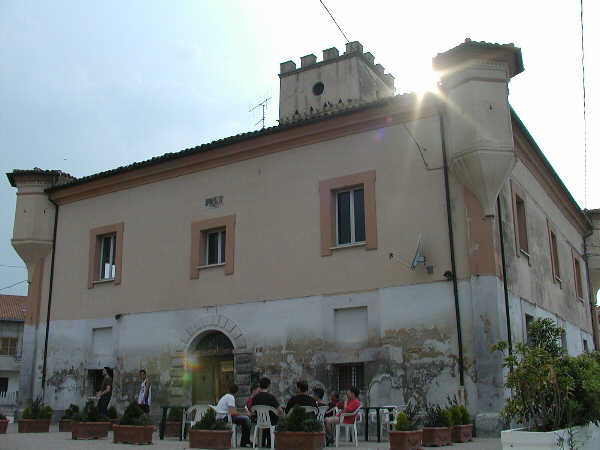
Il Casone di Brecciarola

- Villa Mezzanotte: in località Santa Filomena nella parte dello Scalo, fu costruita nel '700 dalla famiglia dei Mezzanotte, e rifatta nello stile neoclassico alla fine dell'Ottocento da Camillo Raffaello Mezzanotte, che ne fece il proprio cenacolo culturale, accogliendo anche politici della regione. Quando la famiglia non ebbe più le possibilità per mantenerla, la villa cadde in degrado, e lo è ancora oggi, rischiando seriamente la scomparsa, a causa delle crepe e del crollo del soffitto. La villa è di grande interesse storico, essendo l'unica di maggior spicco che risalta tra le campagne di Chieti, rifatta nell'esterno in stile eclettico, usando il laterizio, con avancorpo centrale aggettante, provvisto nella sommità da una graziosa loggia ad archi a tutto sesto.
- Il Casone (Brecciarola): sorge nella piazza storica della contrada, davanti alla chiesa di San Bartolomeo. Fu edificato nel XVIII secolo come residenza estiva dei Valignani, a forma di piccolo castello quadrangolare, con piccole torri angolari cilindriche, e torre centrale colombaia. Oggi ospita un circolo ricreativo.

## Palazzi scomparsi
La maggior parte dei palazzi distrutti a Chieti riguarda le abitazioni civili popolari del Settecento, che si trovavano lungo via Asinio Herio, dietro il Palazzo Mezzanotte, nel rione San Paolo e nel pallonetto San Nicola presso lo scomparso Largo Taddei, e nel Largo Giovan Battista Vico. Si trattava di semplici case a piano unico, che vennero in larga parte distrutte negli anni '20 del Novecento con la costruzione di imponenti strutture come la Camera delle Corporazioni Agricole, il Palazzo delle Poste con l'ex INAIL, La Biblioteca De Meis. Particolarmente intenso fu lo sventramento del rione San Paolo, continuato con la costruzione del Palazzo Verlengia negli anni '50, quando furono avviate campagne di scavo per riportare alla luce l'area dei tempietti italici. Ma già operazioni di ammodernamento erano state avviate nel 1885 con il piano di allargamento del Corso Galiani, oggi Marrucino, quando le facciate dei palazzi storici vennero rifatte ex novo, nel 1913 venne abbattuta la chiesa di San Domenico per edificarvi la Prefettura, e nel 1920 veniva costruito il Palazzo del Banco di Napoli, poi Banca d'Italia, sopra il vecchio Palazzo Valignani.
- Collegio degli Scolopi e Scuole Pie: in Piazza Vico distrutto nel 1920 per la Camera di Commercio
- Palazzo Lanciano: in Piazza Tempietti Romani, demolito negli anni '50 per edificarvi il Palazzo Verlengia
- Palazzo Lepri: si trovava dove oggi sorge l'ex Upim del corso Marrucino.
- Palazzo Valignani: in Piazza Gian Gabriele Valignani, ex Largo del Pozzo, crollato per cedimento del terreno dove si trovano le cisterne del I secolo d.C., e vi venne edificata la Banca d'Italia
- Convitto Dante Alighieri: in via Alessandro Valignani, demolito per la costruzione dell'Ospedale Santissima Annunziata.